# Aliprandi
Gli Aliprandi sono un'antica famiglia nobiliare originaria di Milano, che una certa tradizione ritiene di ceppo longobardo. Ricchi di feudi in varie zone della Lombardia, ebbero il predominio sulla città di Monza in epoca comunale. La casata diede alla Chiesa cattolica la beata Caterina Aliprandi. Il cognome Aliprandi è ancora oggi particolarmente diffuso nella provincia di Milano.

## Storia

### Origini
Un'antica tradizione fa derivare la stirpe degli Aliprandi dal grande re longobardo Liutprando (712-744). Non esiste, ovviamente, una sicura genealogia in grado di provare questa discendenza, ma non manca una ricca documentazione costituita da antichi manoscritti e da altre fonti che li vuole di sangue regio e di antica derivazione longobarda.
La derivazione da regale stirpe longobarda è sostenuta da un'iscrizione sepolcrale del 1131 nella chiesa di Santa Maria delle Grazie di Monza, pubblicata da storici quali il Cantù e il Giulini e inoltre venne ammessa come prova di nobiltà per la ricezione nell'Ordine di Santo Stefano e nel nobile Collegio dei Giureconsulti di Milano.
La famiglia fu anche feudataria della località Cassina Aliprandi, che da comune indipendente, sul finire dell'Ottocento, venne annessa al vicino comune di Lissone. Attualmente "Aliprandi" è una frazione istituzionale del grande centro brianzolo che rappresenta solo una parte del territorio del vecchio comune.
A Milano, la famiglia compare nell'elenco delle casate nobili redatto nel 1377. Giovanni Aliprandi  (1220) generò tre figli: Arnolfo, Garibaldo e Bertarino, avo di Enrico, signore di Monza; il pronipote di Arnolfo, Giovannolo, venne creato vassallo immediato (con il rango della nobiltà eminente), conte palatino e nobile del Sacro Romano Impero con i fratelli, il nipote e discendenti per diploma dell'Imperatore Carlo IV di Lussemburgo del 15 maggio 1355.
Tra i personaggi più importanti del XIV secolo meritano di essere ricordati i fratelli Pinalla Aliprandi e Martino Aliprandi.
Gli Aliprandi furono alleati dapprima ai Torriani ed in seguito ai Visconti, dai quali ebbero cariche importantissime, alti comandi, onori e dignità, ma anche amarissime tragiche persecuzioni: Giacomo Aliprandi, unitosi con alcuni dei Visconti dissidenti ed altri esponenti della nobiltà milanese, famigliari di corte, ordì la congiura che soppresse il 16 maggio 1412 il duca Giovanni Maria Visconti liberando così la città dalla sua crudele tirannia e vendicando l'estremo supplizio subito dal congiunto Filippo, al quale fu fatto mozzare il capo durante le lotte tra guelfi e ghibellini.

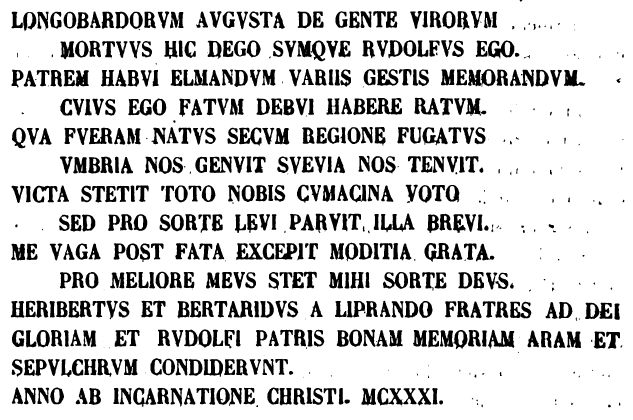
Iscrizione sepolcrale del 1131 presente un tempo a Monza nella chiesa di Santa Maria delle Grazie
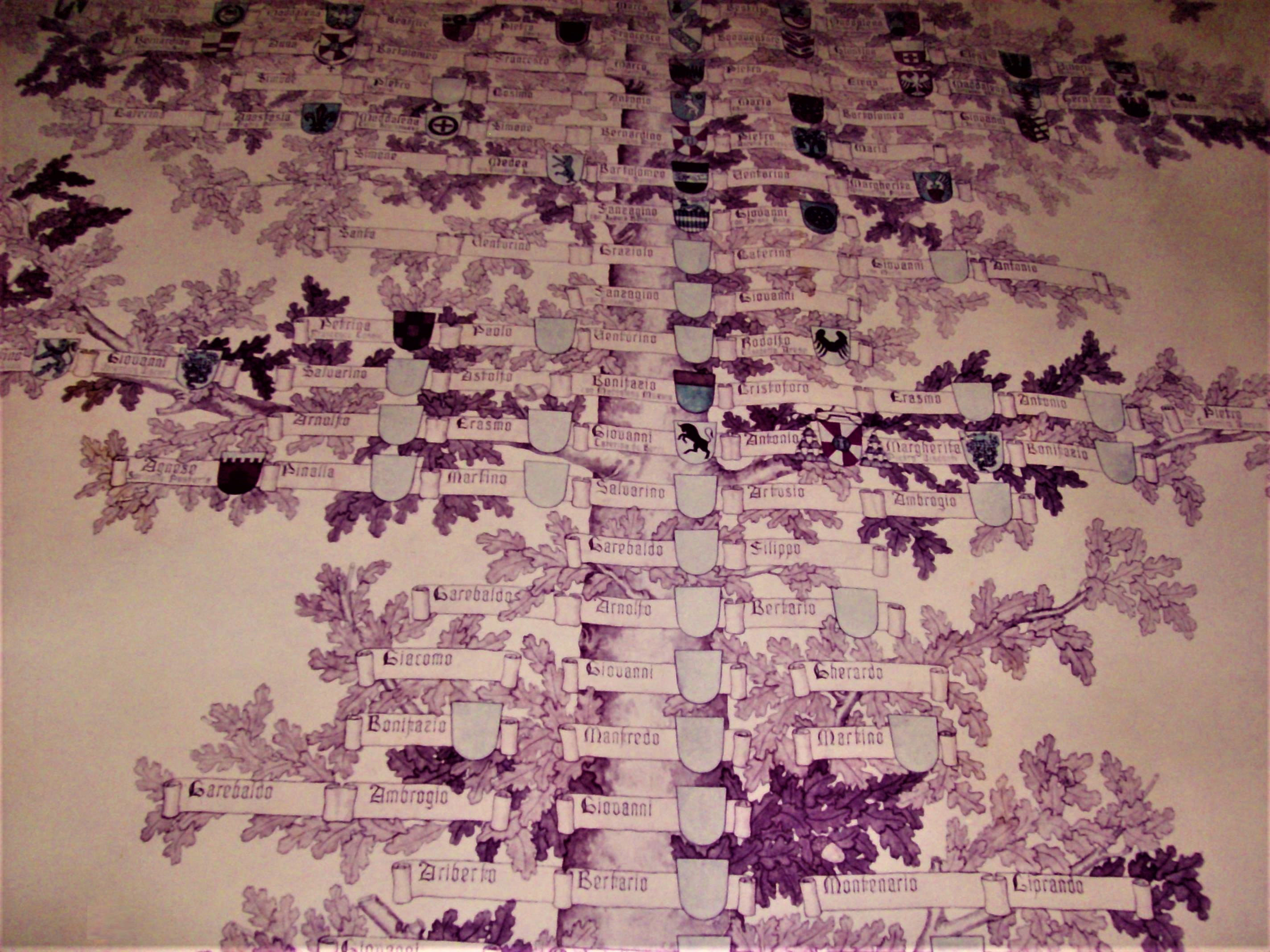
Genealogia del casato degli Aliprandi Fanzago dove figura Giovanni Aliprandi (1220), i suoi figli e i discendenti
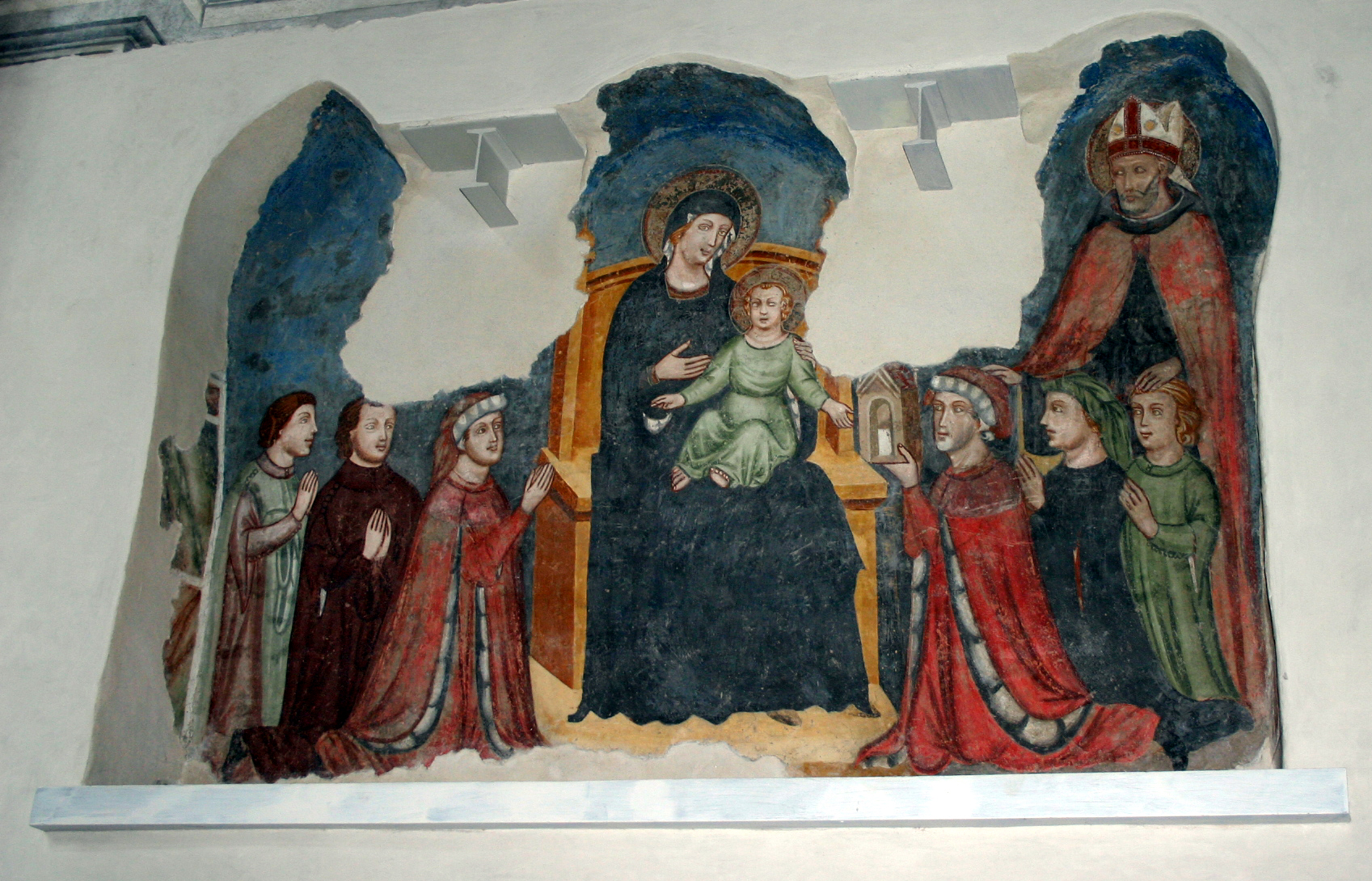
Madonna con S. Agostino e la famiglia Aliprandi di maestro lombardo di metà Trecento nella chiesa di San Marco a Milano
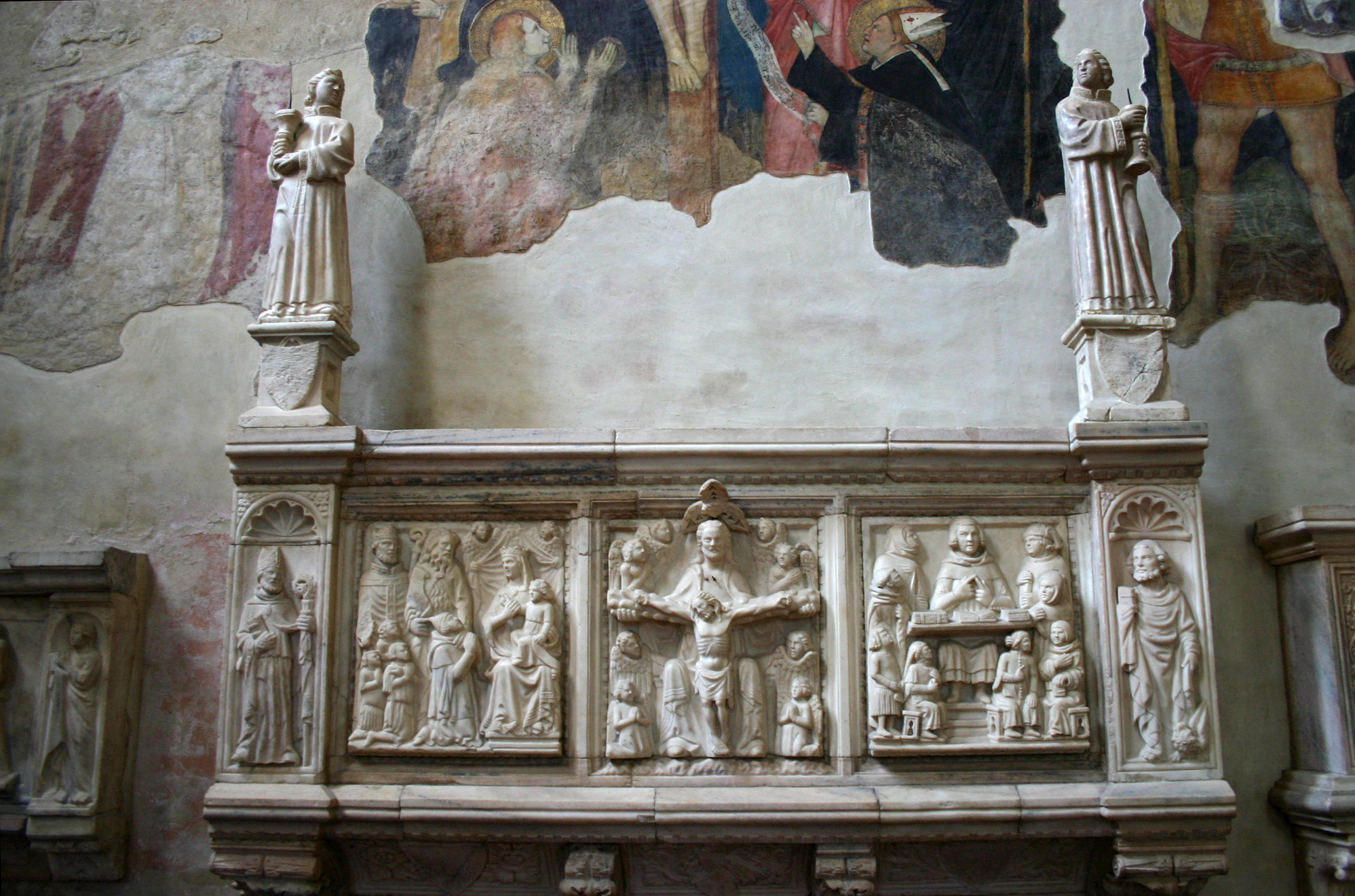
Arca di Martino Aliprandi (m. 1339) nella chiesa di San Marco a Milano
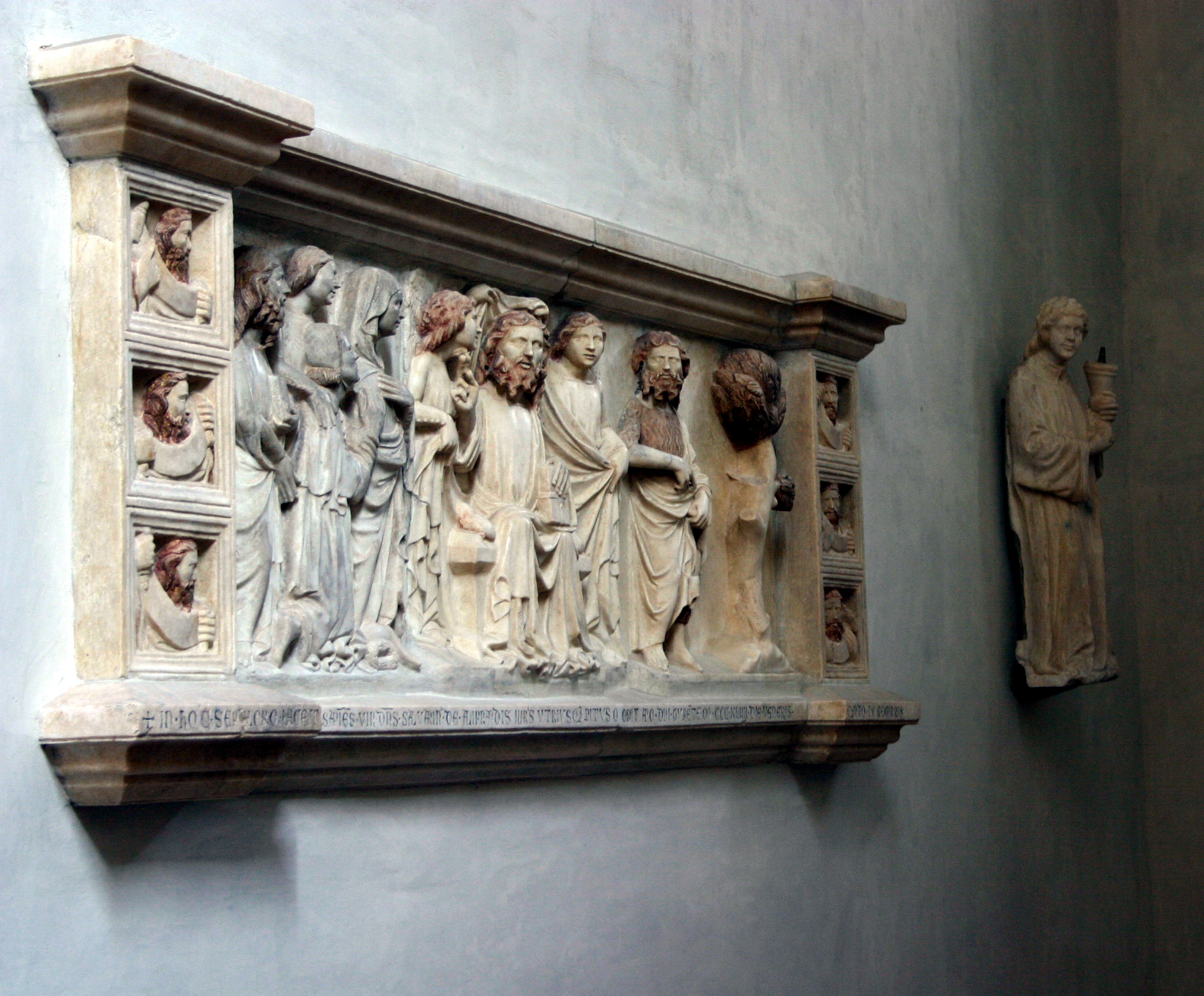
Arca di Salvarino Aliprandi (m. 1344) nella chiesa di S. Marco a Milano

## Gli Aliprandi - Fanzago

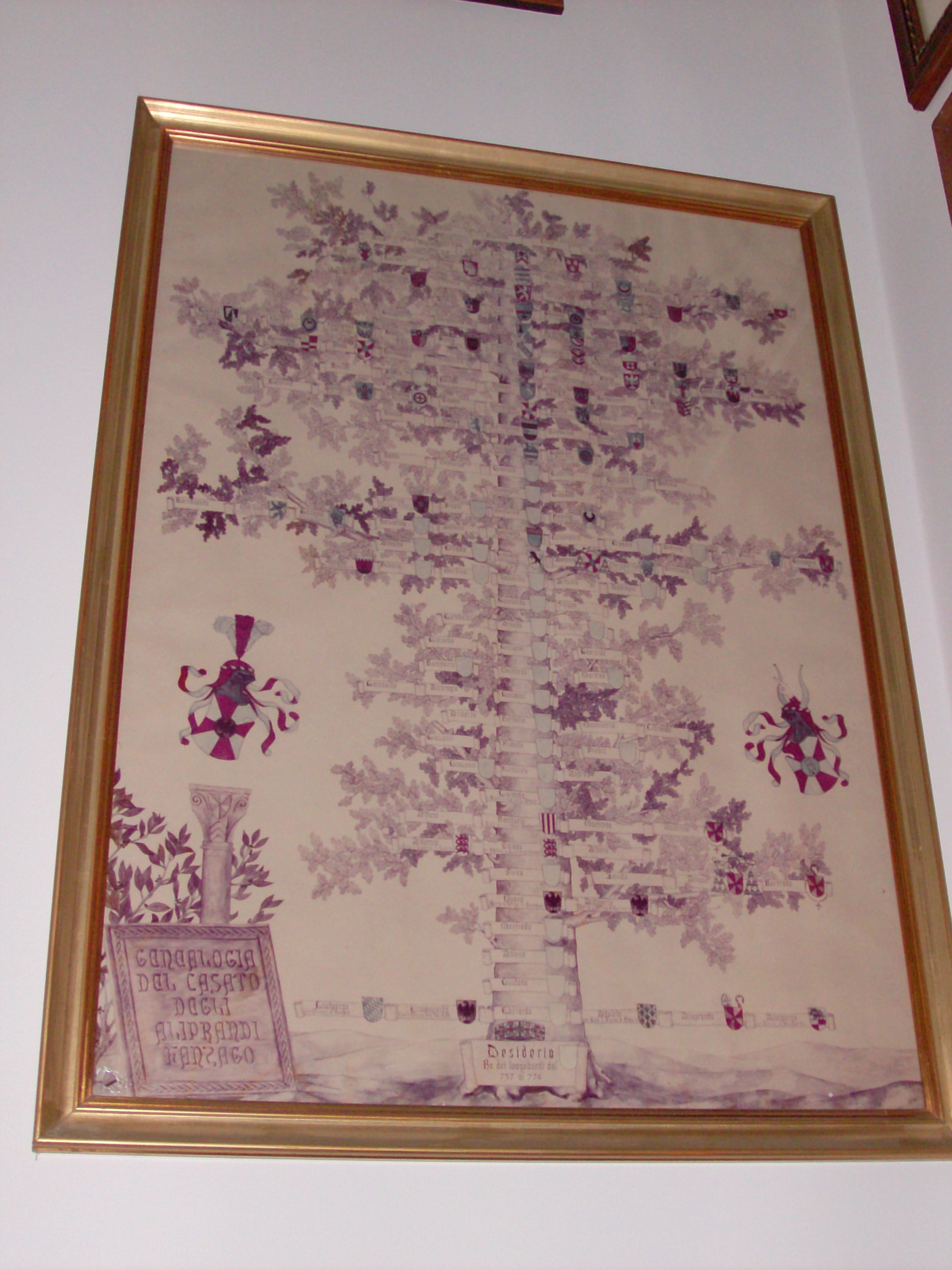
Genealogia del casato degli Aliprandi Fanzago

A Clusone, in val Seriana, era stanziato da tempo un importante ramo della famiglia Aliprandi che, al tempo del conte Antonio Venturino degli Aliprandi, detto Fanzago, reggente della Valle del Serio per Pandolfo Malatesta, mutò il cognome in Fanzago (degli Aliprandi). I suoi discendenti portarono poi questo nuovo cognome nelle successive sedi dove si trasferirono.
Un'attestazione della Comunità di Clusone, in data 9 febbraio 1581, afferma che la famiglia, ivi residente discendeva dall'antichissima e nobilissima famiglia degli Aliprandi. In tale documento viene precisato che Antonio Venturino degli Aliprandi , figlio di Bonifacio detto Faziolo figlio di Giovannolo, avendo dovuto sullo scorcio del Trecento, per ordine di Pandolfo Malatesta signore di Brescia e di Bergamo, trasferire la sua residenza a Clusone, assunse il cognome Aliprandi-Faziolo (dal nome del padre) per distinguersi dagli altri Aliprandi della stessa città.
Dalle antiche cronache di casa Aliprandi si rileva che il soprannome Faziolo si corruppe presto in Faziolago e poi in Fanzago tant’è vero che il nipote di Antonio, Aliprando, porta già il cognome di Aliprandi-Fanzago, e coll'andare del tempo il soprannome si sostituì al cognome.
Verso la metà del Seicento la famiglia si trasferì a Padova dove fu ascritta a quel Consiglio Nobile il 15 settembre 1794. Fu confermata nella nobiltà con Sovrana Risoluzione Austriaca 4 settembre 1818.
Il ramo primogenito dei Fanzago di Padova si è estinto nel 2007.

### Membri illustri

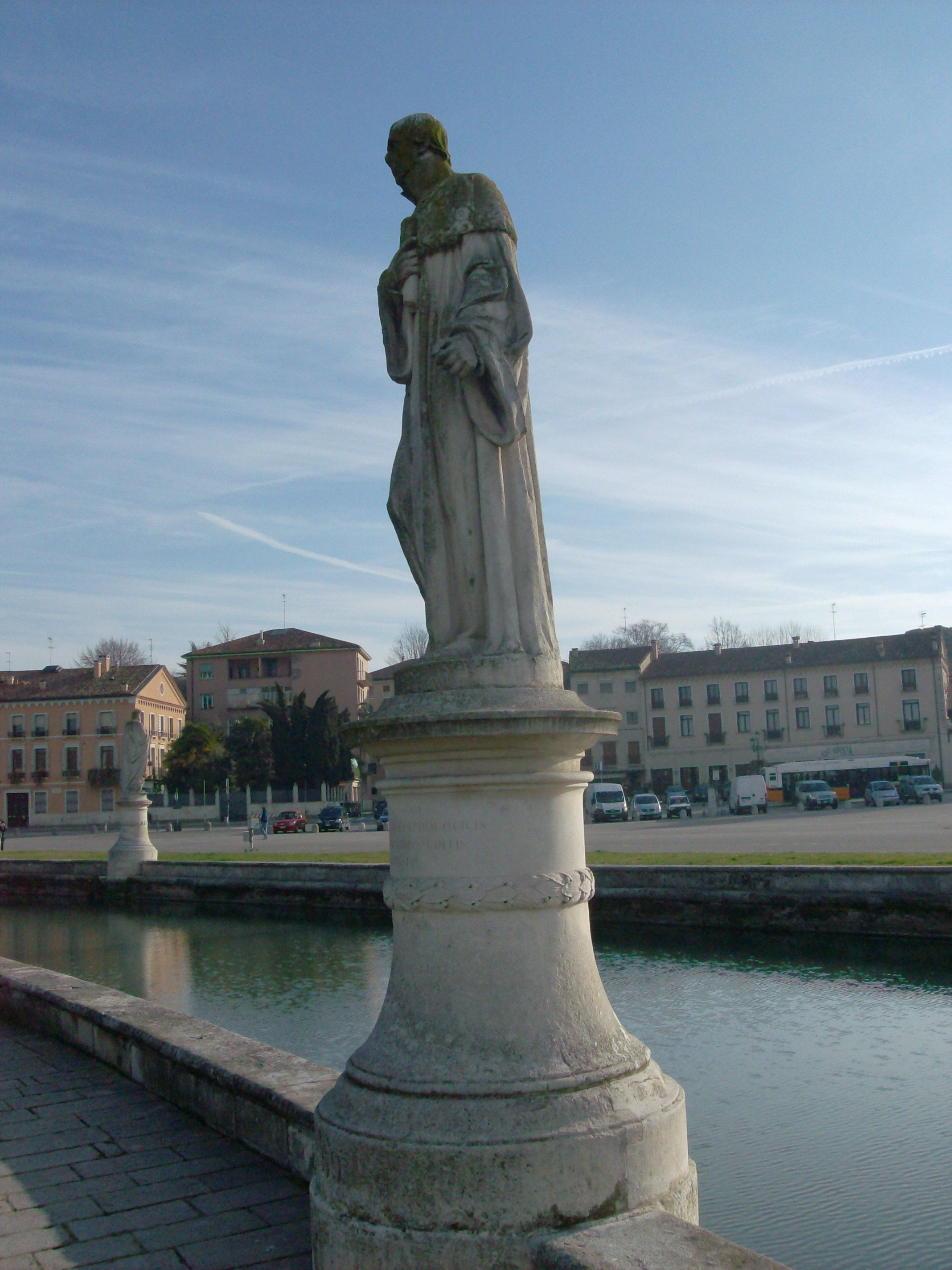
Statua di Francesco Luigi Fanzago in piazza Prato della Valle Padova

- Pietro Fanzago nel 1558 ingegnere meccanico, matematico, fonditore di Clusone, costruì il famoso orologio “Fanzago” che ancora oggi si può ammirare nella torre del Palazzo della Comunità di Clusone ed è l'unico esemplare del suo lavoro[12];
- Cosimo Fanzago (Clusone 1591 - Napoli 1678), architetto[12];
- Pietro Fanzago, nato a Padova nel 1632, protomedico dei duchi di Savoia Carlo Emanuele II e Vittorio Amedeo II[12][14];
- Francesco Luigi Fanzago (Padova 1764 - Padova 1836), Magnifico Rettore dell'Università di Padova. Fece importanti studi sulla pellagra, fu il fautore della scoperta dello Jenner e sostenne per primo in Italia la necessità del vaccino contro il vaiolo. Nel 1838 venne eretta la sua statua in Prato della Valle (ultima di tutte)  per volontà di amici, colleghi e discepoli[12];
- Francesco Luigi Fanzago (Padova 1846 - Maser 1904), Sindaco di Padova[12];
- Filippo Fanzago (Padova 1852 - Sassari 1889), insigne naturalista, professore alle università di Messina e di Sassari[12];

### Luoghi e architetture
- Orologio planetario Fanzago di Clusone, in Val Seriana, in provincia di Bergamo
- Palazzo Fanzago a Clusone, in Val Seriana, in provincia di Bergamo
- Villa Fanzago a Bassano del Grappa in provincia di Vicenza
- Villa Fanzago a Monselice in provincia di Padova
- Villa Fanzago Guillet a Campodarsego in provincia di Padova
- Villa Nani, Trieste, Fanzago a Maser in provincia di Treviso

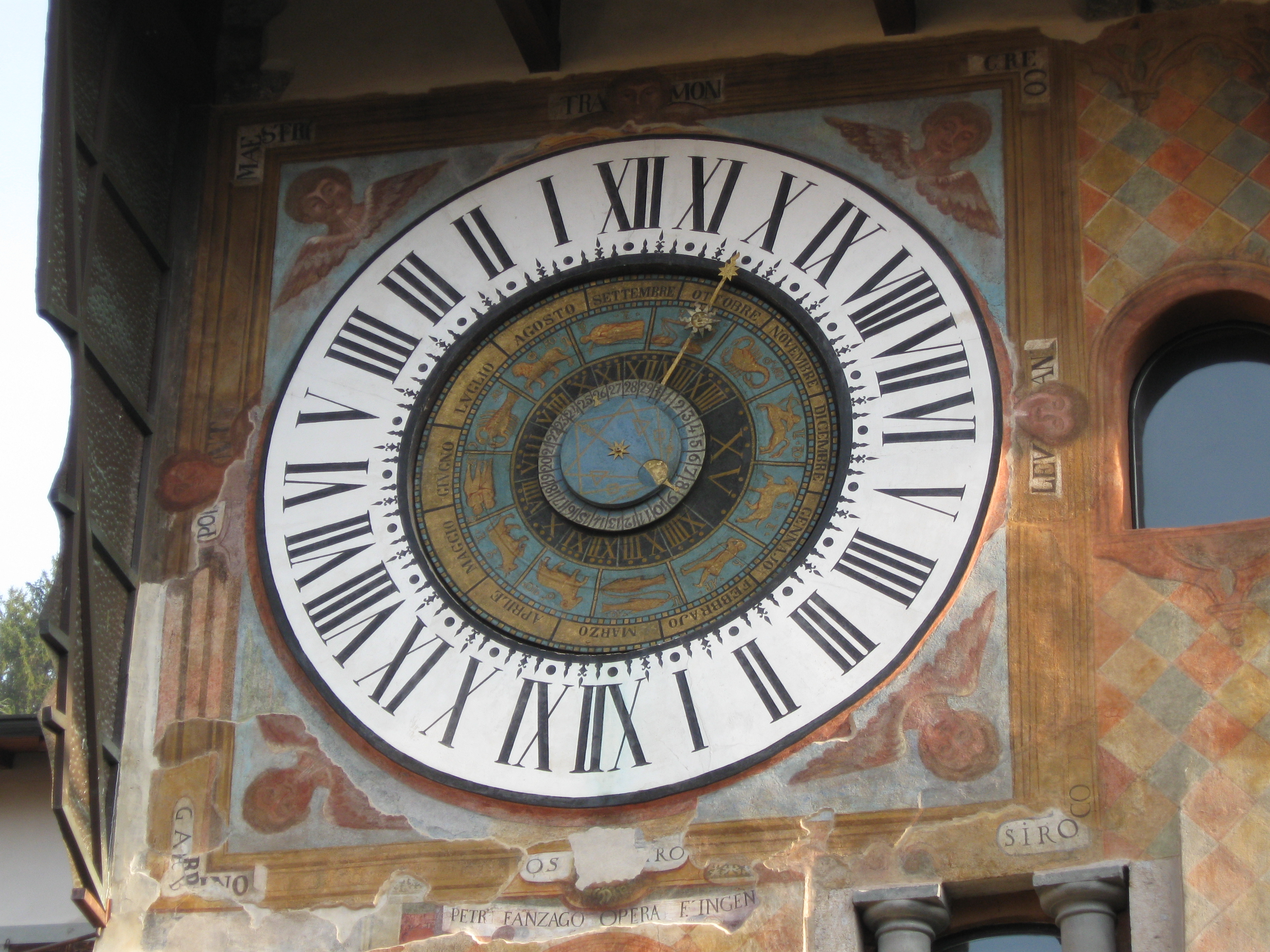
Orologio planetario Fanzago di Clusone
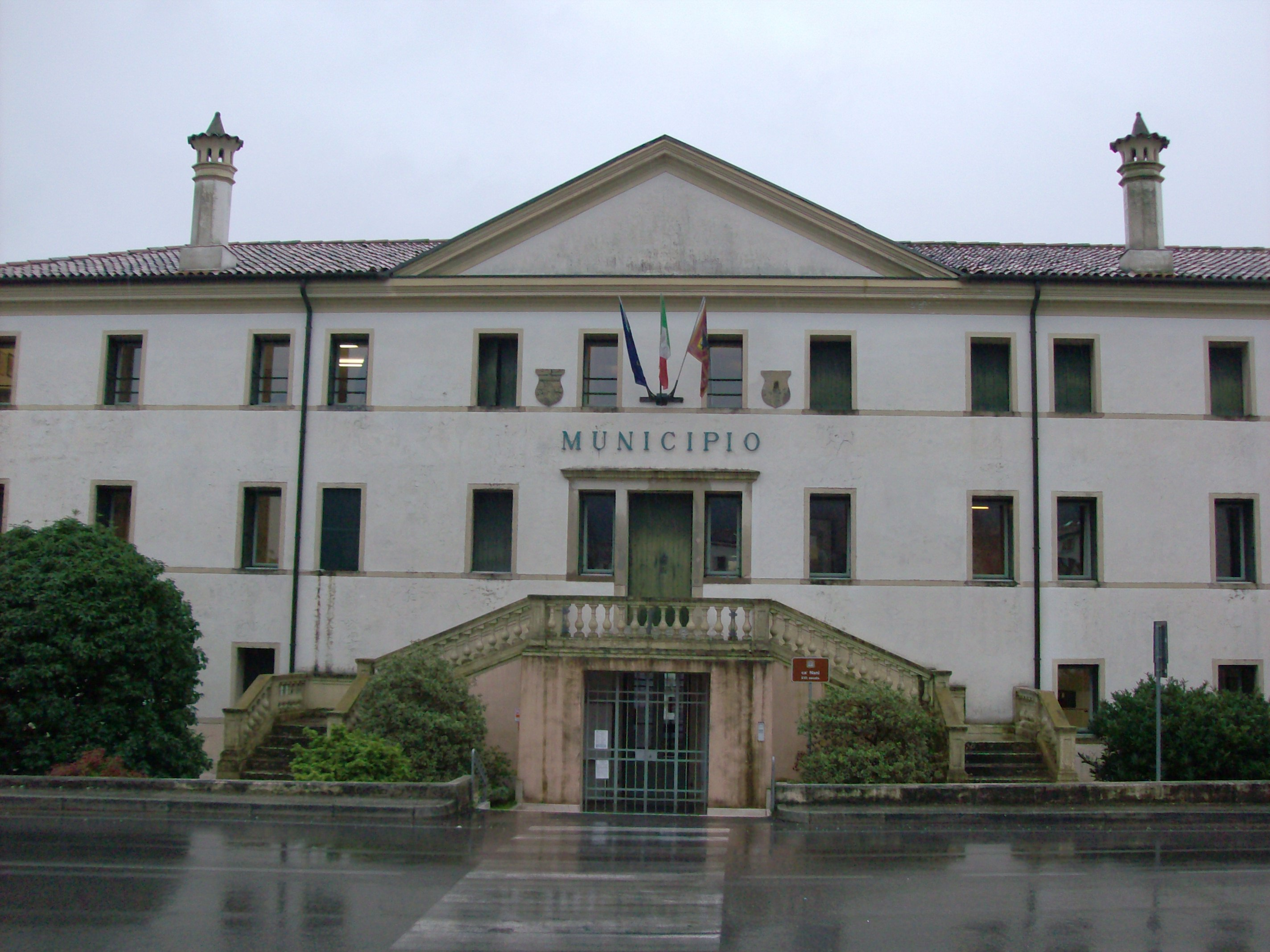
Villa Nani, Trieste, Fanzago a Maser in provincia di Treviso
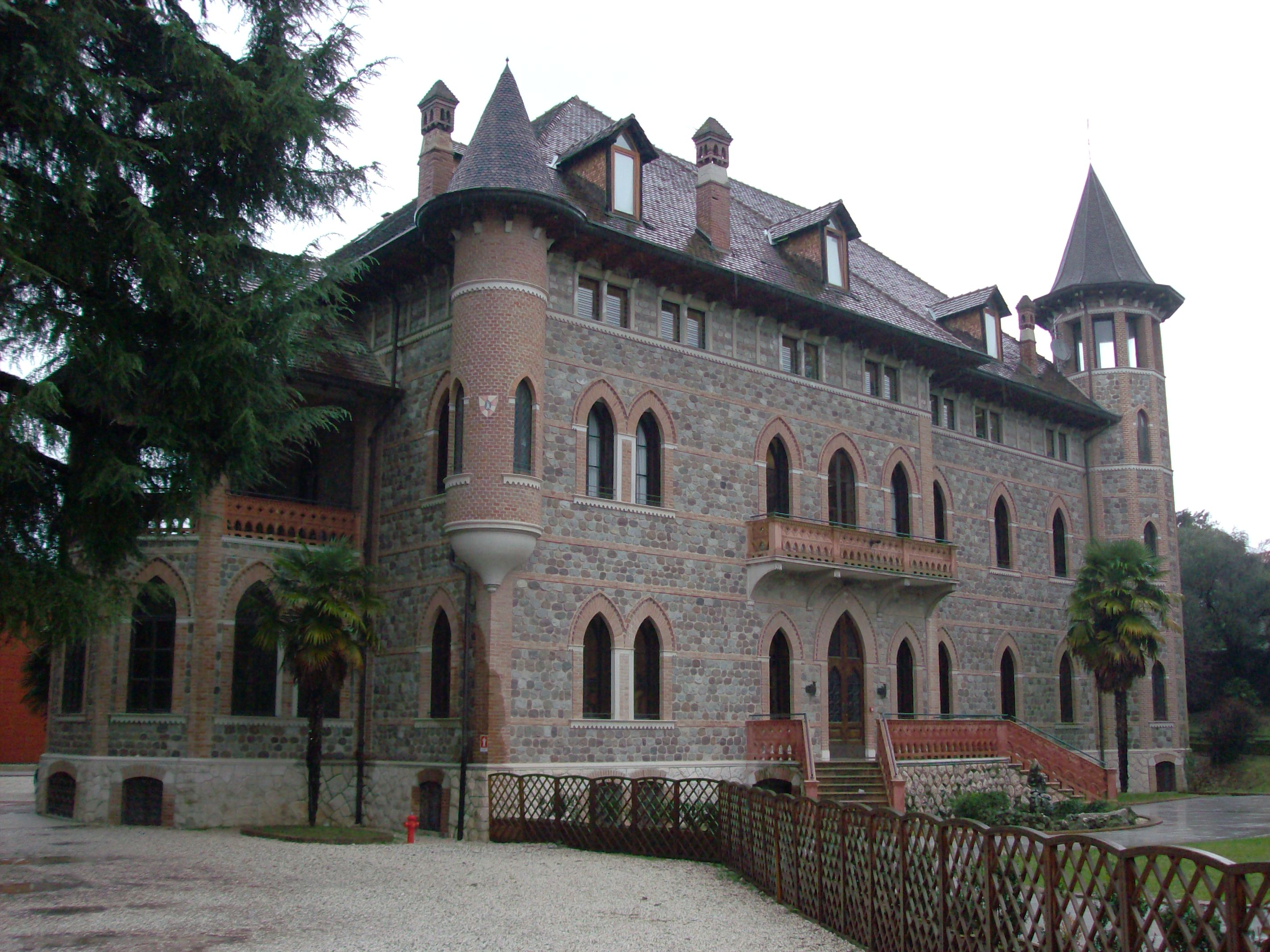
La Villa Fanzago di Bassano del Grappa
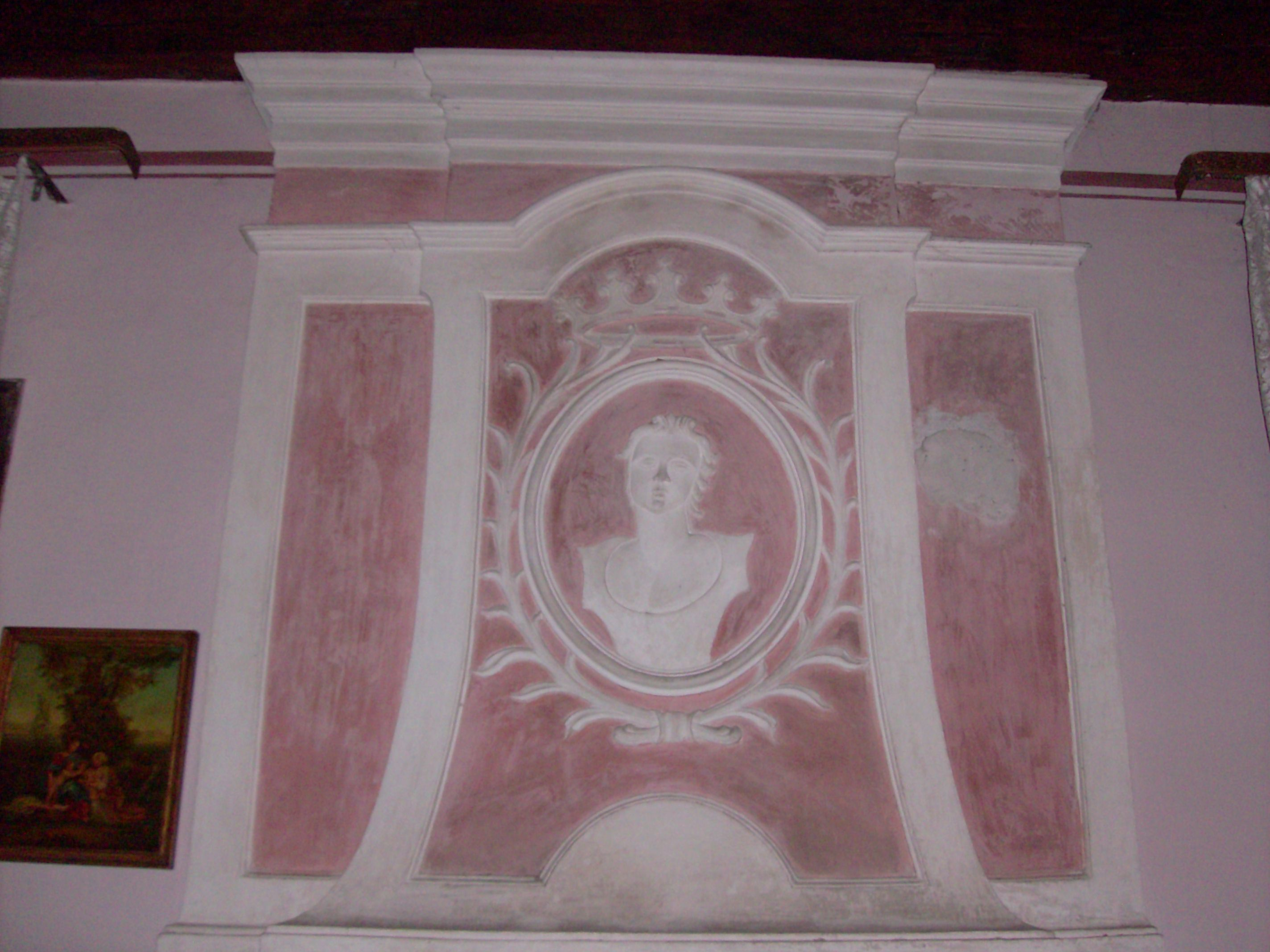
Effigie della nobildonna Concordia Fabris Fanzago in Villa Fanzago (Monselice)

## Altri rami

### Ramo di Verona
A Verona un ramo del casato Fanzago comparve nel XV secolo come erede del nome e delle sostanze del canonico e conte palatino Bartolomeo Cartolari. Col cognome di Cartolari fu ascritto a quel Consiglio Nobile nel 1524 e tuttora fiorisce nella stessa città come il più noto dei rami superstiti della stirpe degli Aliprandi. Titoli: conte (mpr), Breve di S.S. Pio X 27 agosto 1907; nobile (mf).

### Ramo di Giulio Cesare Aliprandi
Dal nobile Giulio Cesare Aliprandi, figlio di Gaspare, ammesso nel 1584, con prove di nobiltà, nel Collegio dei Nobili Giureconsulti di Milano, fratello di Luigi Aliprandi ricevuto nel 1587, con prove di nobiltà, nell'Ordine di Santo Stefano Papa e Martire, derivò la diramazione ancora oggi fiorente. A Cusano Milanino era proprietaria della Cascina Guarnazzola e della Cascina Rubine detta anche Villa Angelina.
Alcuni discendenti nella prima metà del XX secolo erano proprietari del grande complesso agricolo delle Cascine Guascona e Guasconcina nel territorio di Muggiano (quartiere di Milano) e di altri possedimenti in Lombardia (Località "Isolone" in Turbigo (Milano) e Robecchetto con Induno (Milano), la Cascina Palazzo a Motta Visconti (Milano) e il Podere detto "la Spagnola" nei comuni di Motta Visconti (Milano), Casorate Primo (Pavia) e Trovo (Pavia)). Gli stessi furono benefattori della Chiesa di Santa Marcellina in Muggiano.

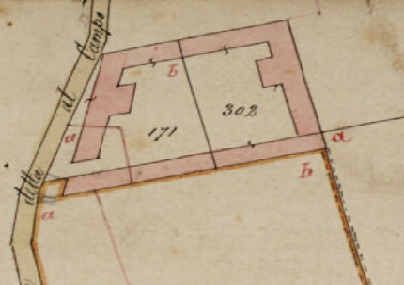
La Cascina Guarnazzola a Cusano Milanino
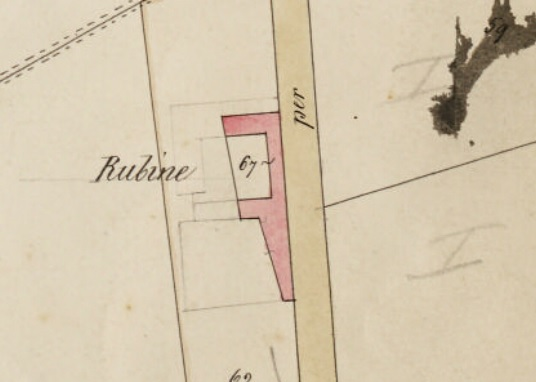
La Cascina Rubine detta anche Villa Angelina a Cusano Milanino
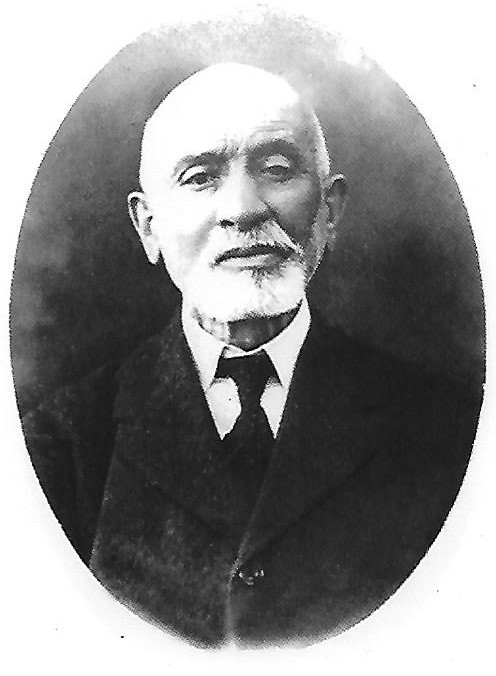
Il Cav. Vincenzo Aliprandi (Cusano 1850 - 1930), Sindaco di Cusano sul Seveso dal 1887 al 1905 e proprietario della Corte Bianca a Cormano
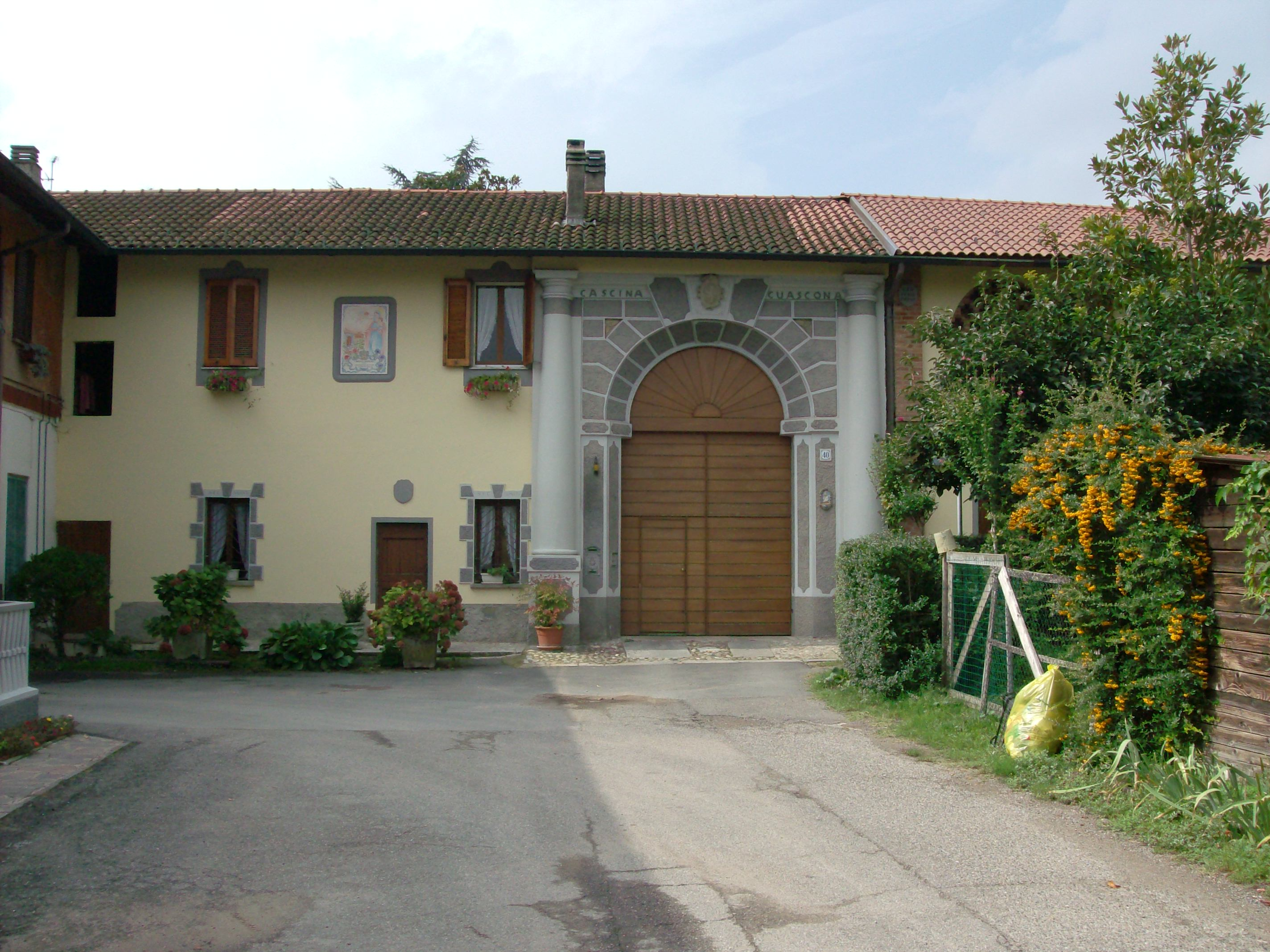
La Cascina Guascona a Muggiano (quartiere di Milano)
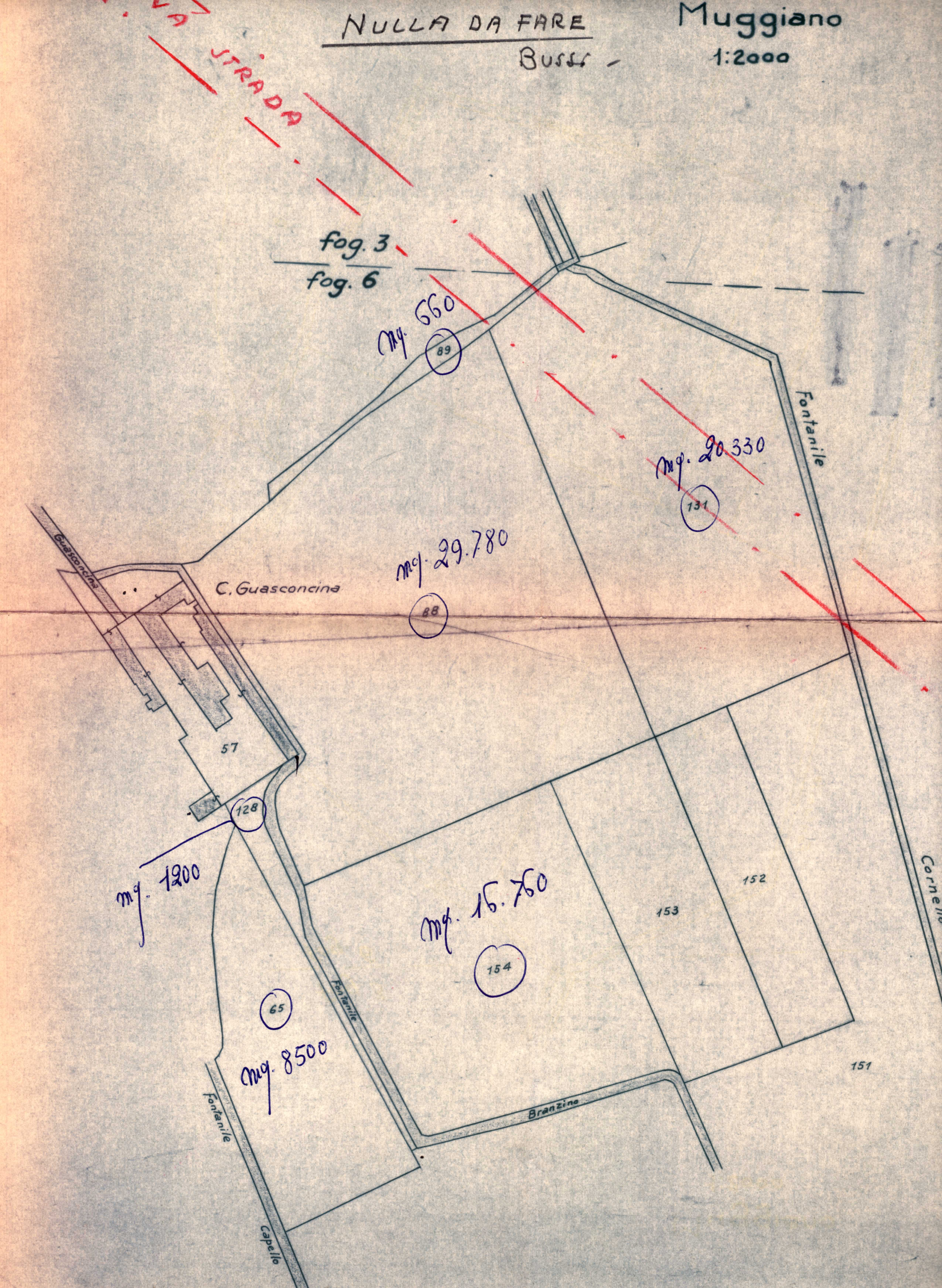
La Cascina Guasconcina con i terreni facenti parte della tenuta nel 1960 circa a Muggiano (quartiere di Milano)
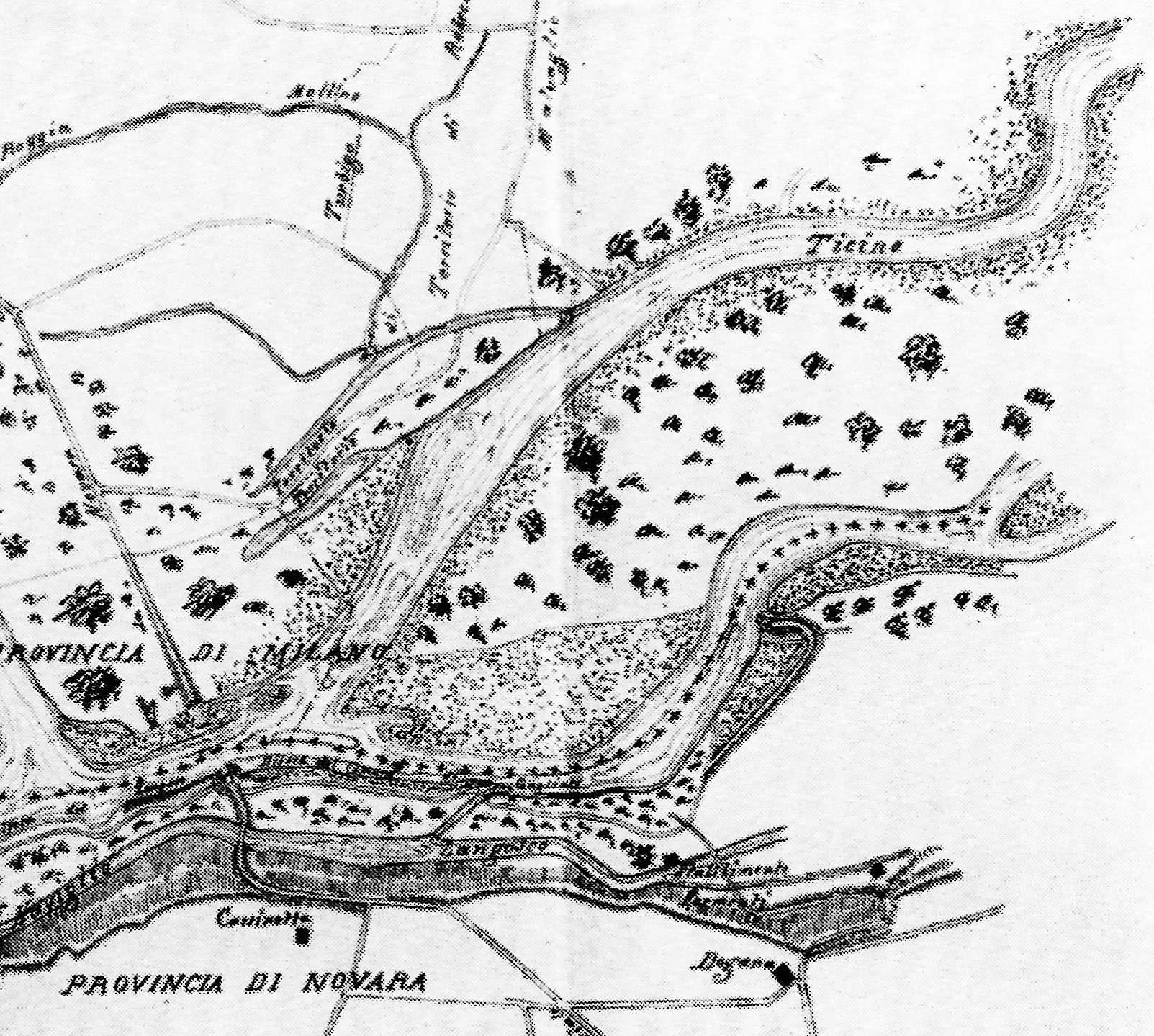
Una parte della località "Isolone" a Turbigo (Milano) e Robecchetto con Induno (Milano) nel 1881, nei pressi del Ponte sul Ticino
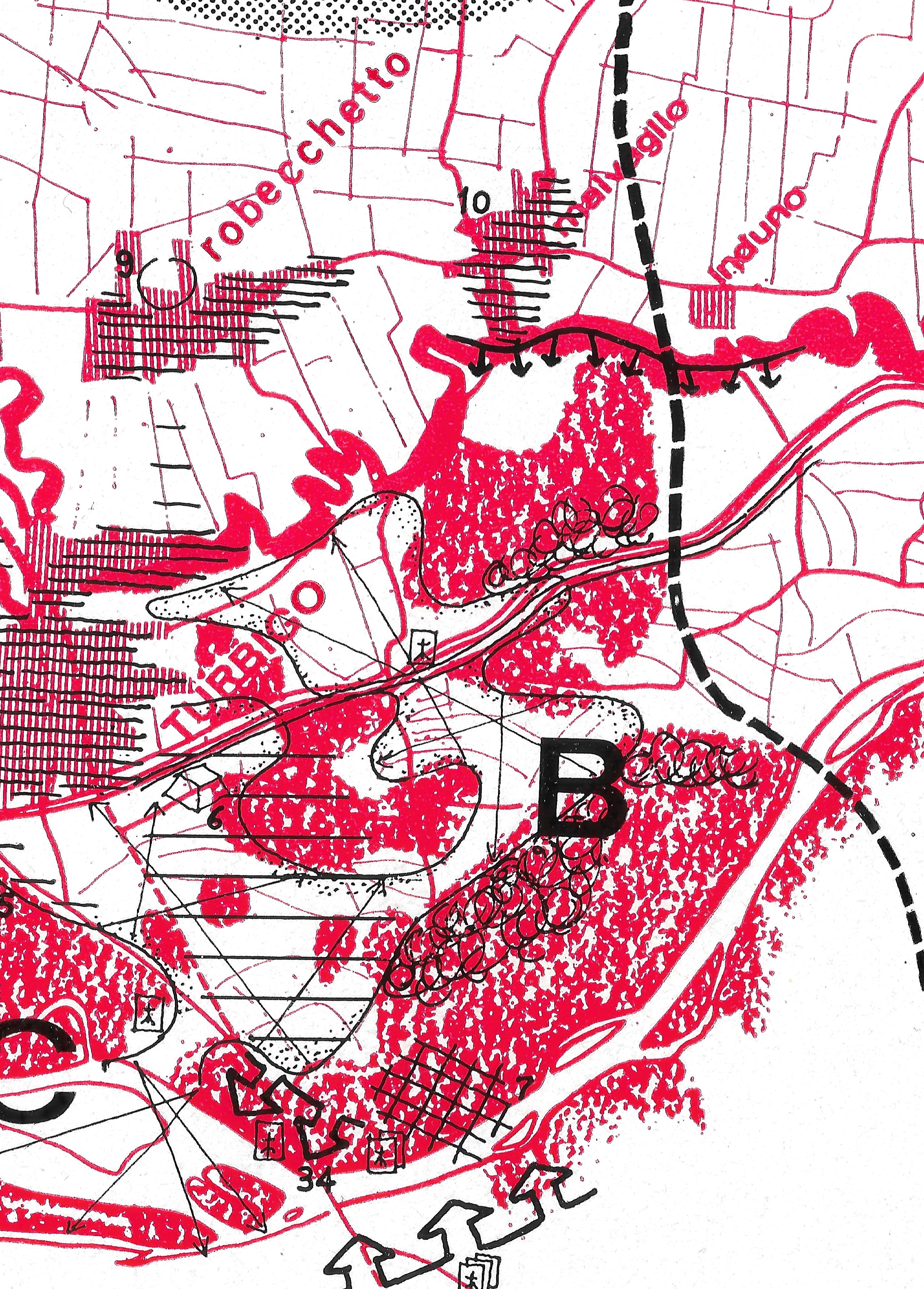
La località "Isolone" nel 1970: al n. 7 è indicata l'area della Cascina Regina, lottizzata e denominata "Regina Residence"
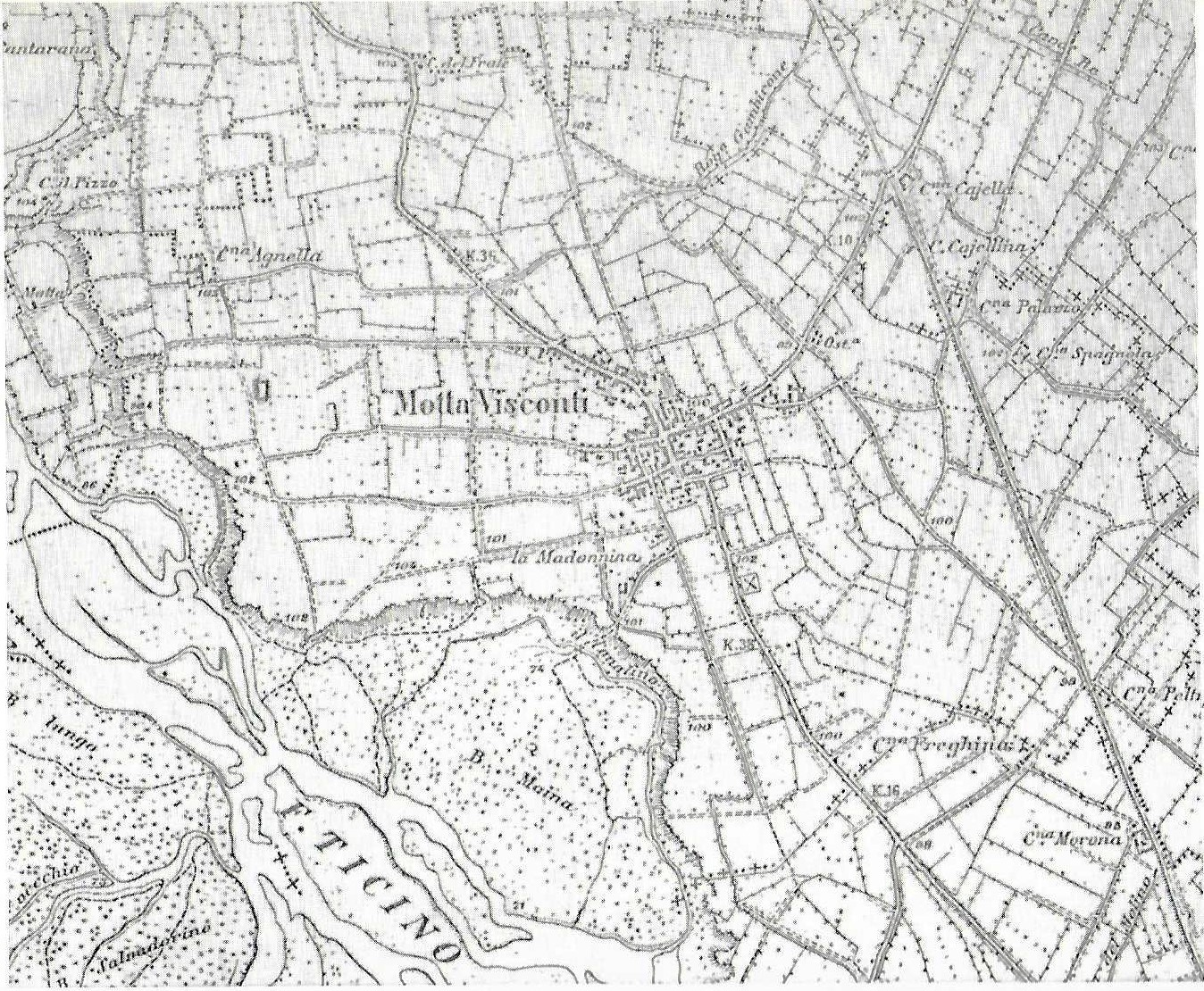
La Cascina Palazzo e la Cascina Spagnola nel territorio di Motta Visconti (Milano)

### Antichi rami lombardi
Prima dell'unità d'Italia erano fiorenti in Lombardia numerosi rami della famiglia che si sono estinti o di cui si sono perse le tracce: gli Aliprandi Carena conti di Merone (estinti nei maschi nel 1780), gli Aliprandi Visconti, i marchesi Aliprandi Martinengo (estinti nei maschi nel 1788) e altri.

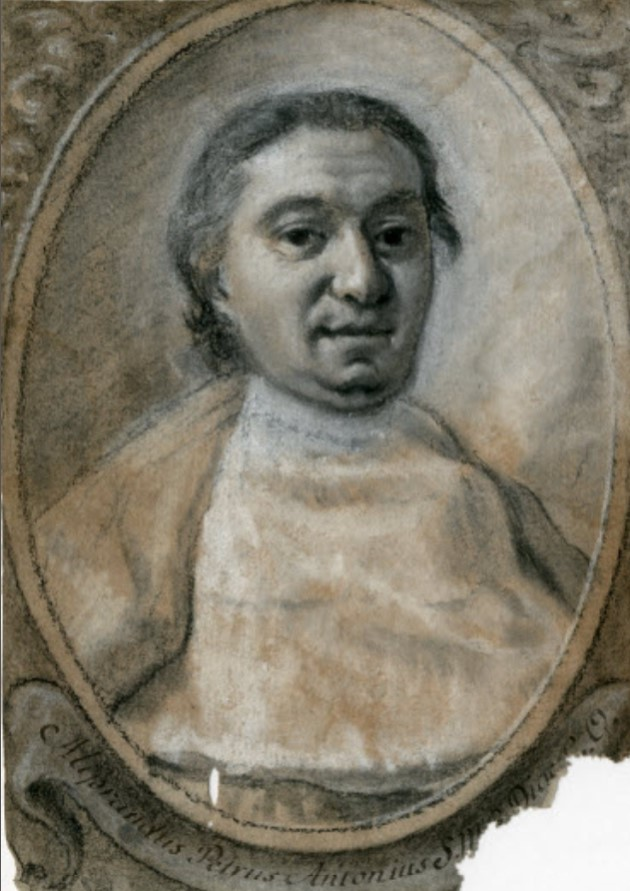
Don Pietro Antonio Aliprandi Canonico Ordinario del Duomo, figlio di Dionigi conte di Merone e di Rosa Carena
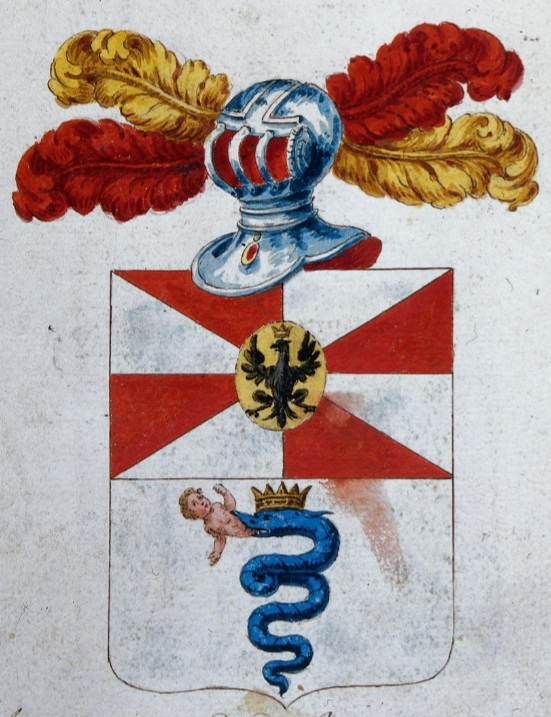
Stemma degli Aliprandi Visconti
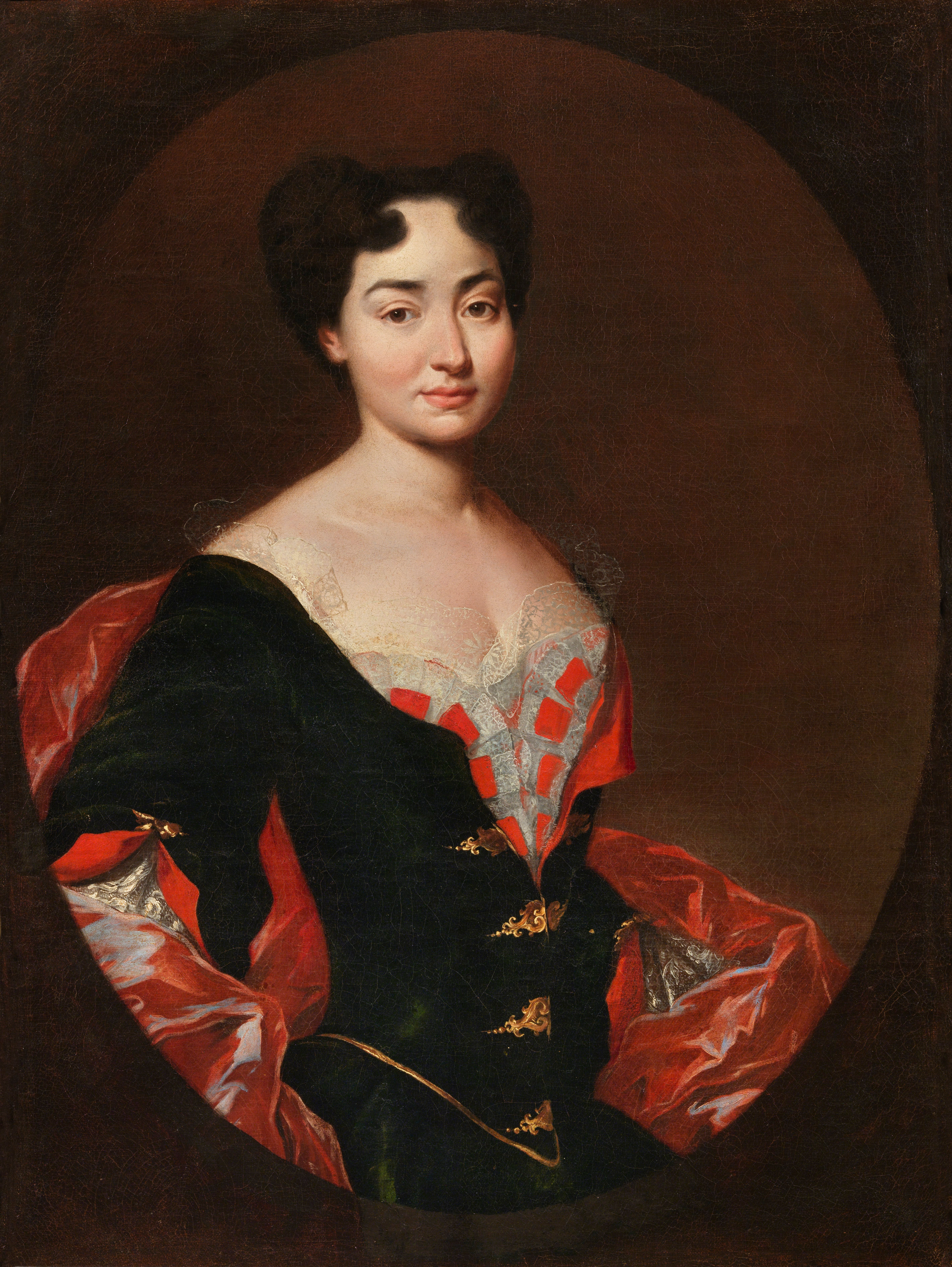
Giacomo Ceruti, Ritratto della Marchesa Laura Vitali Aliprandi, c. 1740
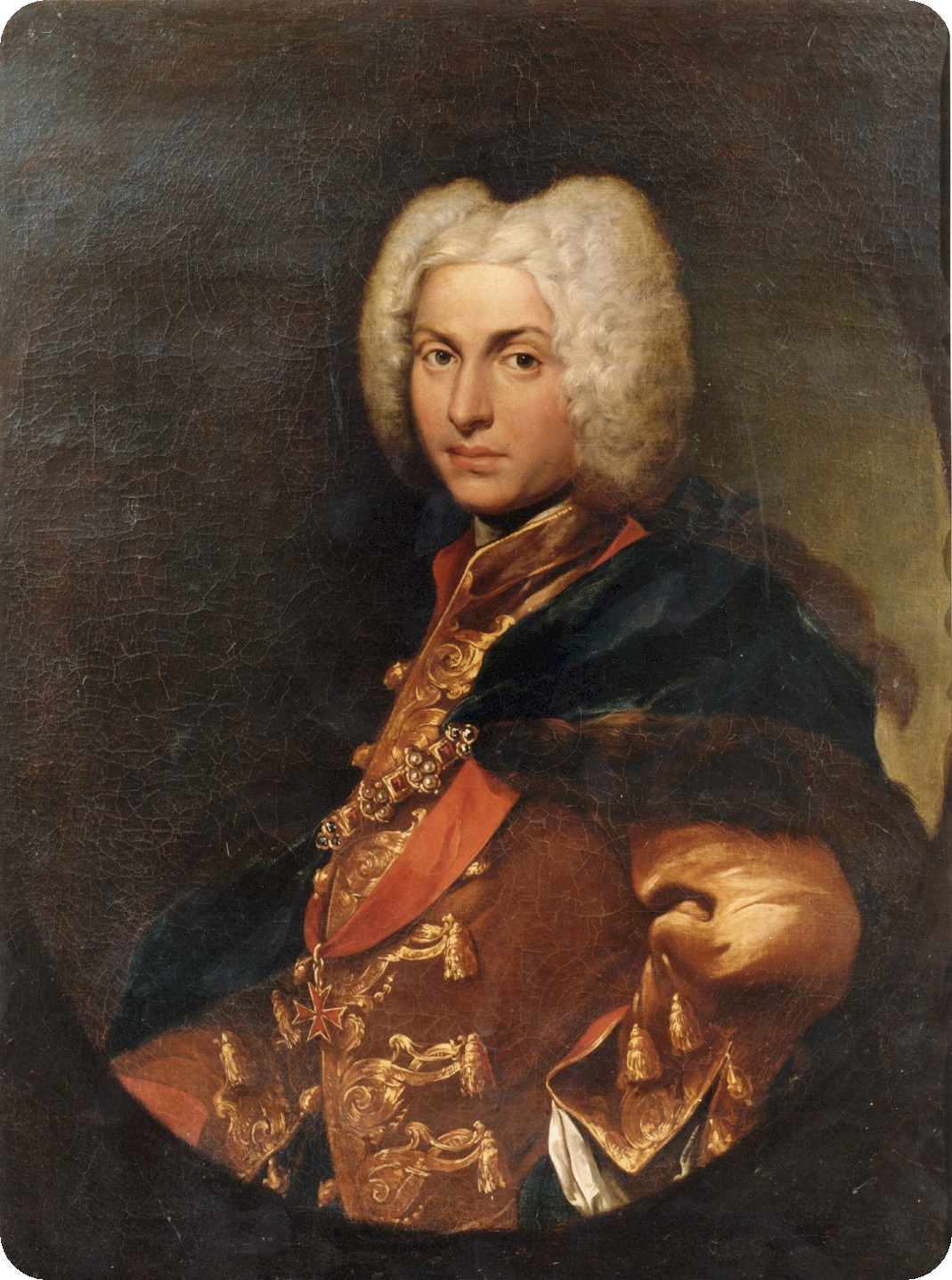
Giacomo Ceruti, Ritratto del Marchese Cavaliere don Erasmo Aliprandi Martinengo, c. 1740
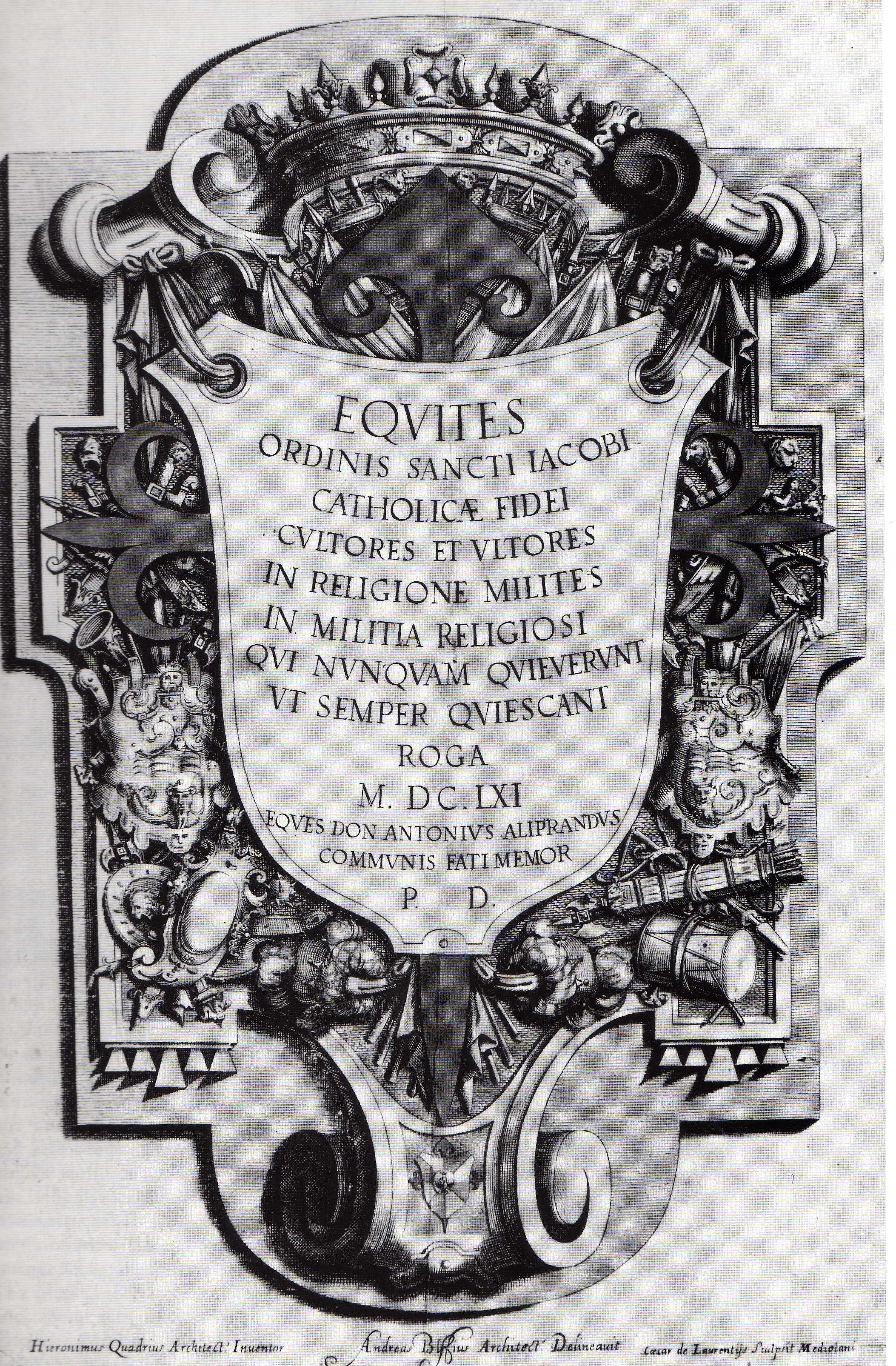
Stampa del 1669 raffigurante il sepolcro dei Cavalieri dell'Ordine di Santiago: scolpita alla base l'arma del Conte Don Antonio degli Aliprandi
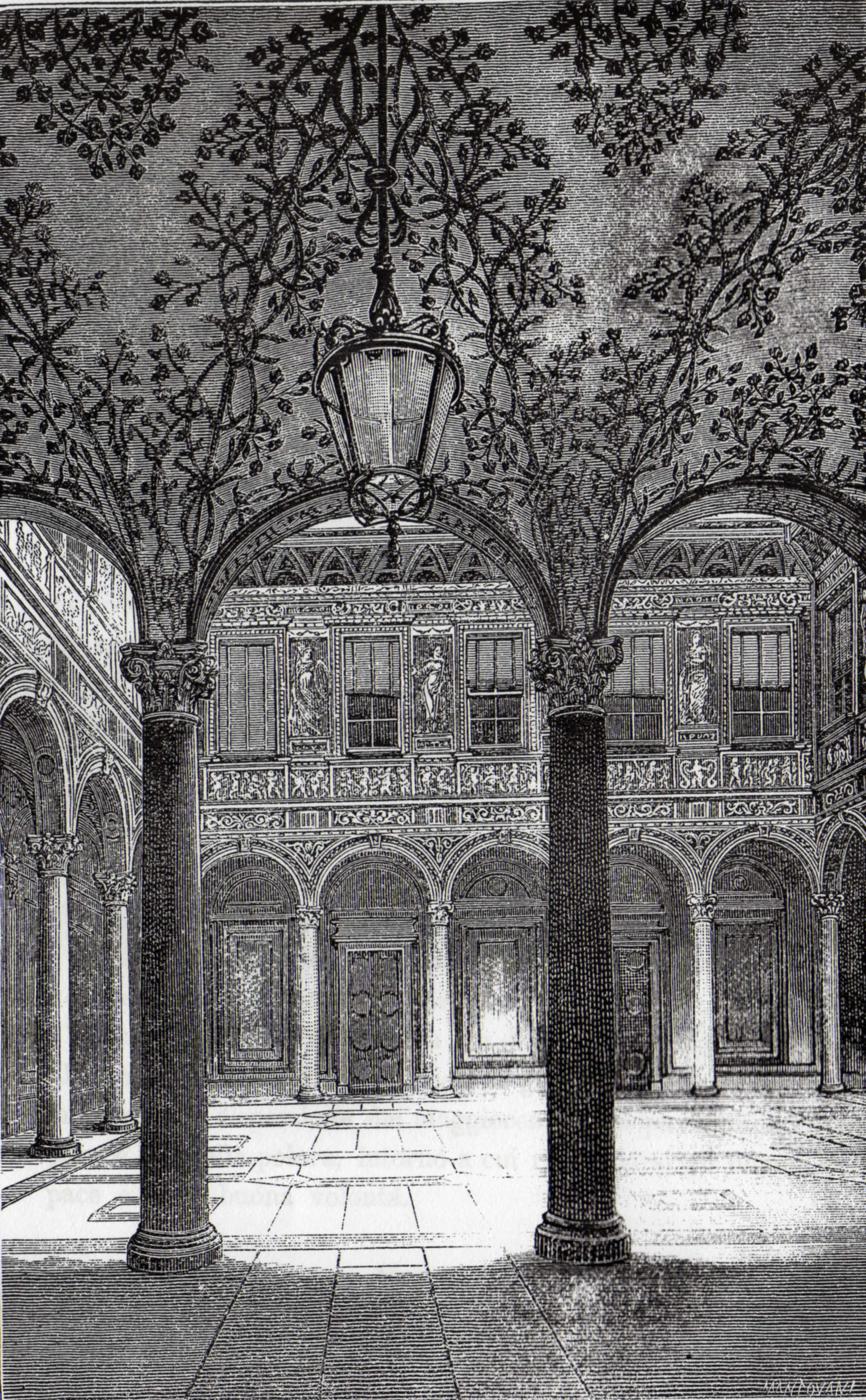
Il cortile di Palazzo Bigli a Milano, di proprietà degli Aliprandi all'inizio del XVI secolo

### Ramo abruzzese
La diramazione abruzzese, discendente dal conte Paolo di Bonifazio di Giovannolo, fu iniziata in Penne da Giovanni Aliprandi, Tesoriere e Siniscalco di Margherita d'Asburgo figlia dell'Imperatore Carlo V, ed ebbe vari feudi tra i quali Nocciano con titolo baronale. Si è estinta nel 1910 con la morte del barone Diego Aliprandi, sindaco di Penne e deputato al Parlamento; rimasto privo di discendenza diretta, adottò il nipote Diego de Sterlich, che aggiunse al proprio il cognome Aliprandi.

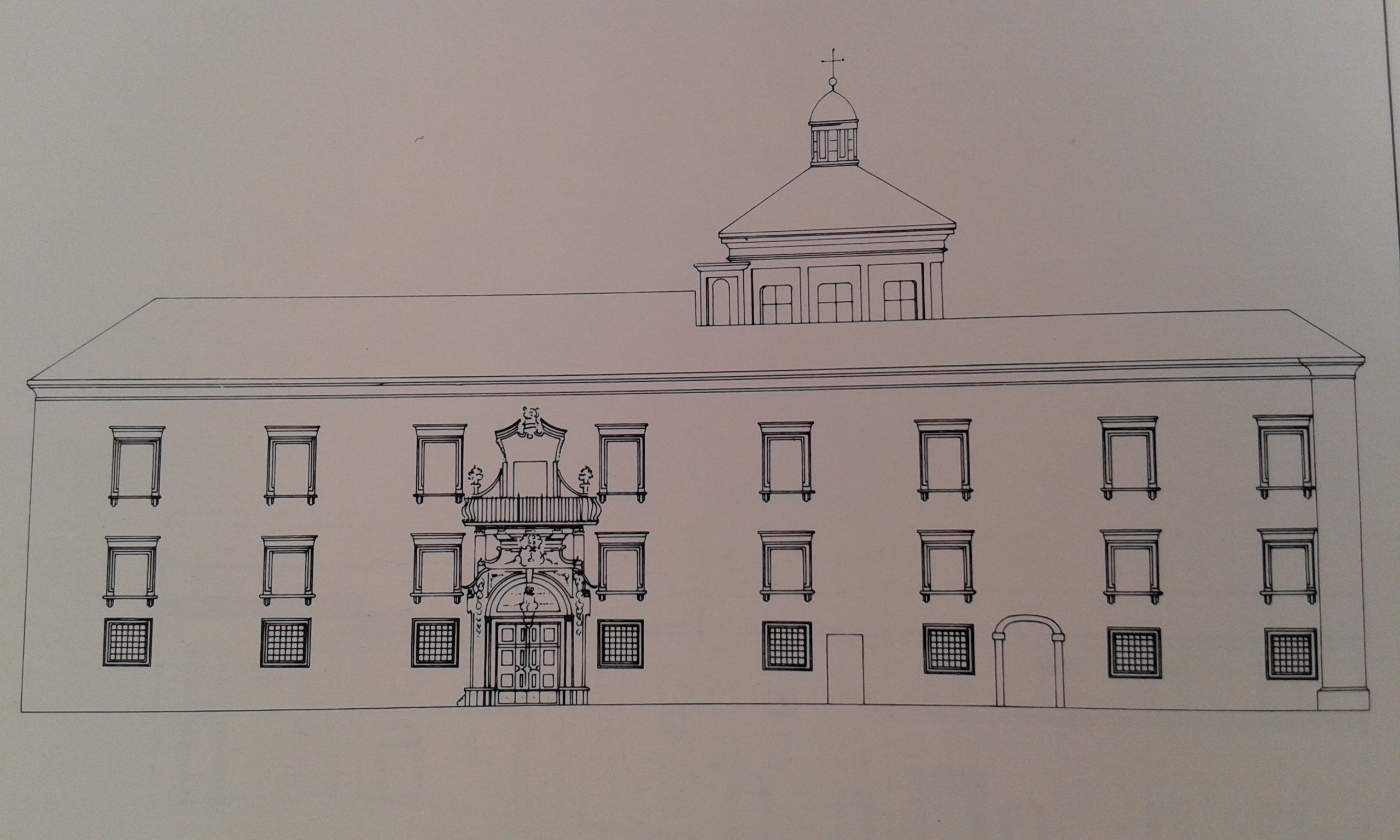
Il Palazzo Aliprandi di Penne
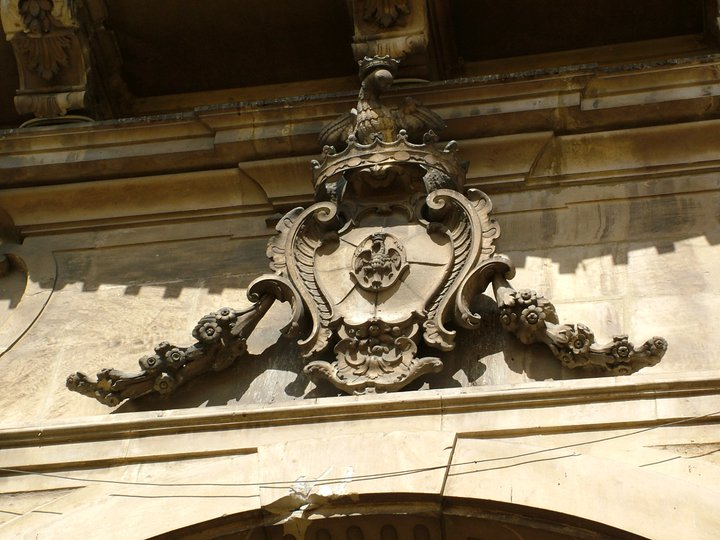
Stemma della famiglia Aliprandi nella facciata del Palazzo Aliprandi di Penne
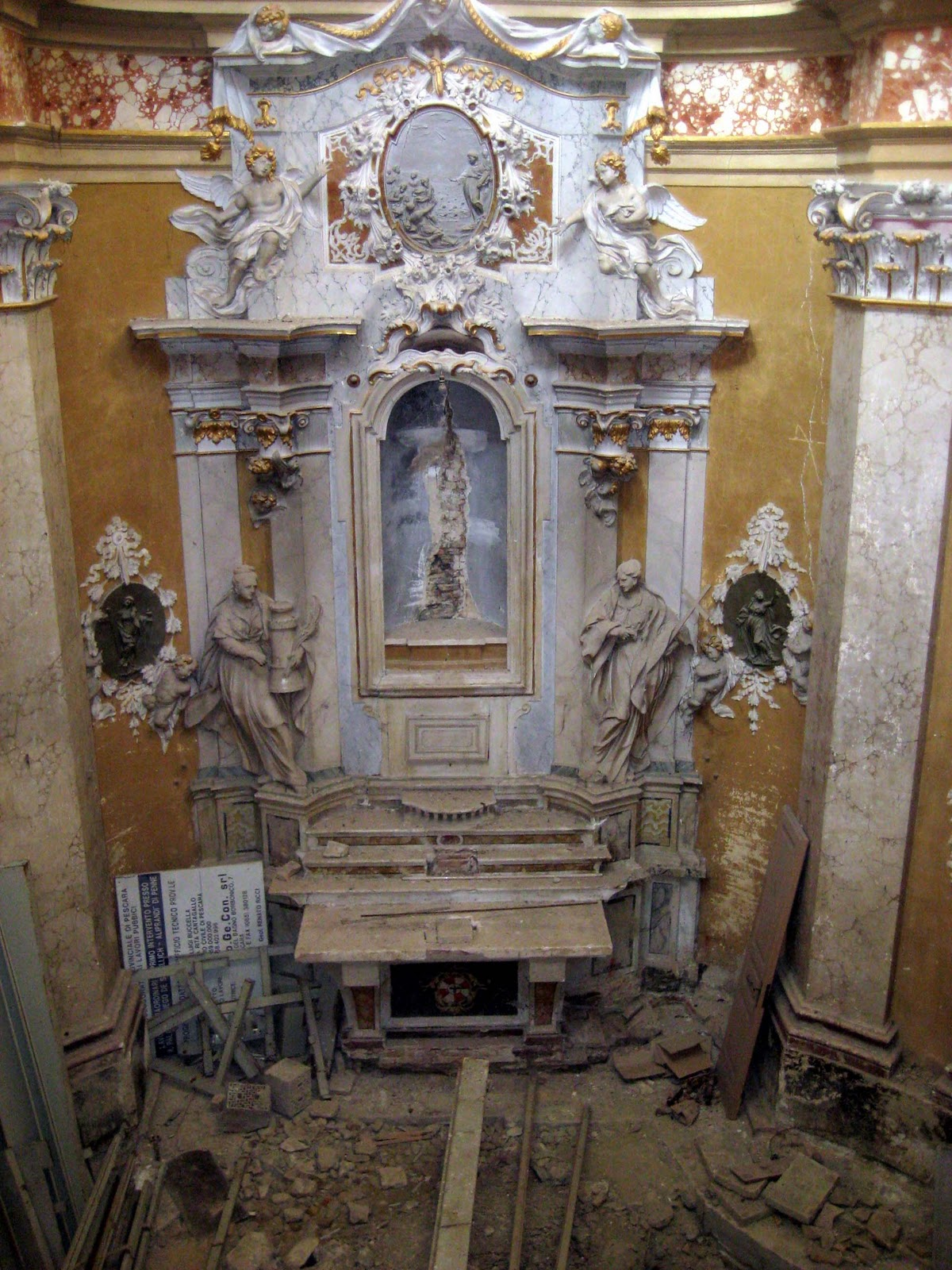
La cappella gentilizia della famiglia Aliprandi nel Palazzo Aliprandi di Penne: nel paliotto dell'altare si nota lo stemma Aliprandi disegnato correttamente, il grembiato  di rosso e d'argento con sovrapposto il bisante con l'aquila
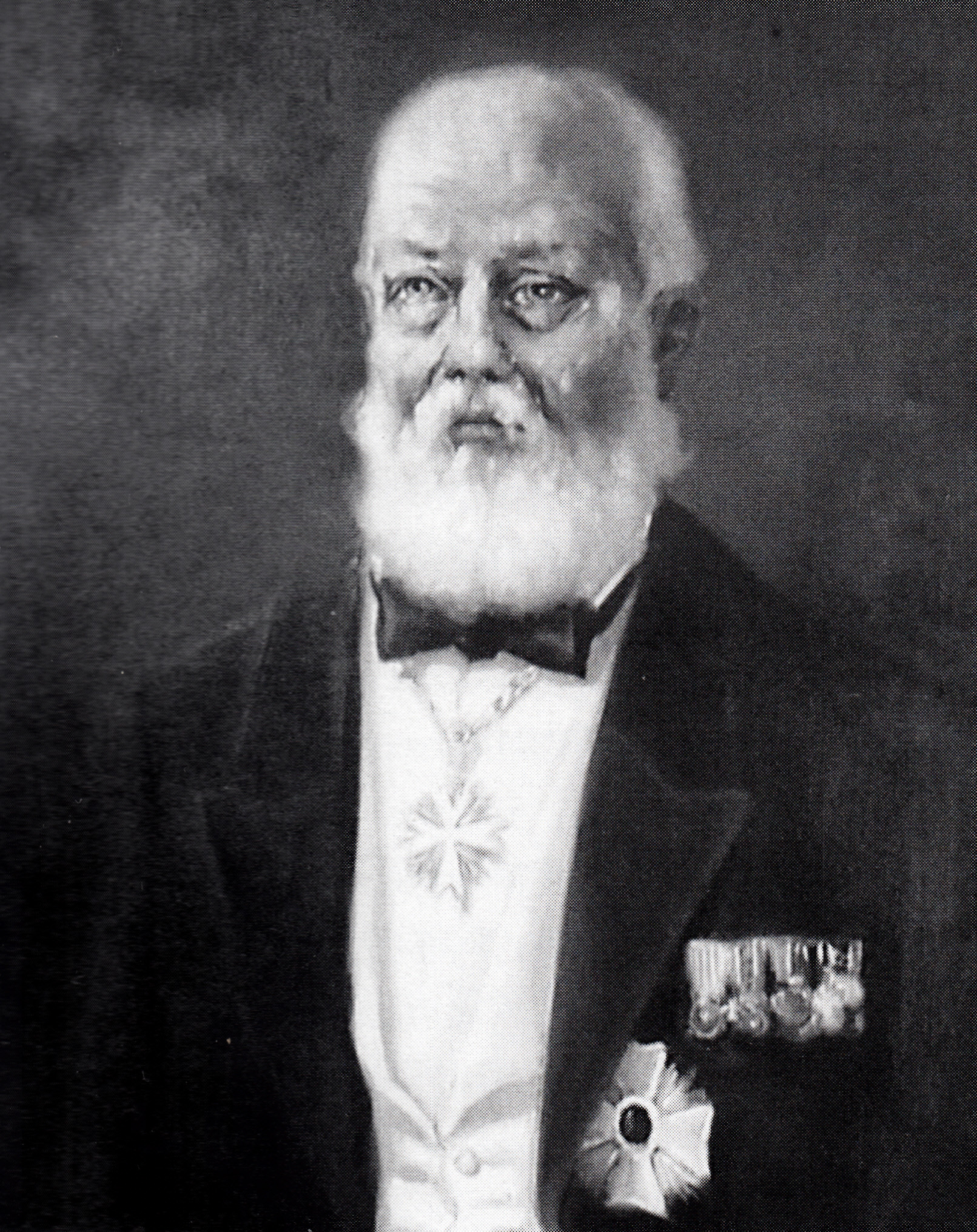
Il barone Diego Aliprandi
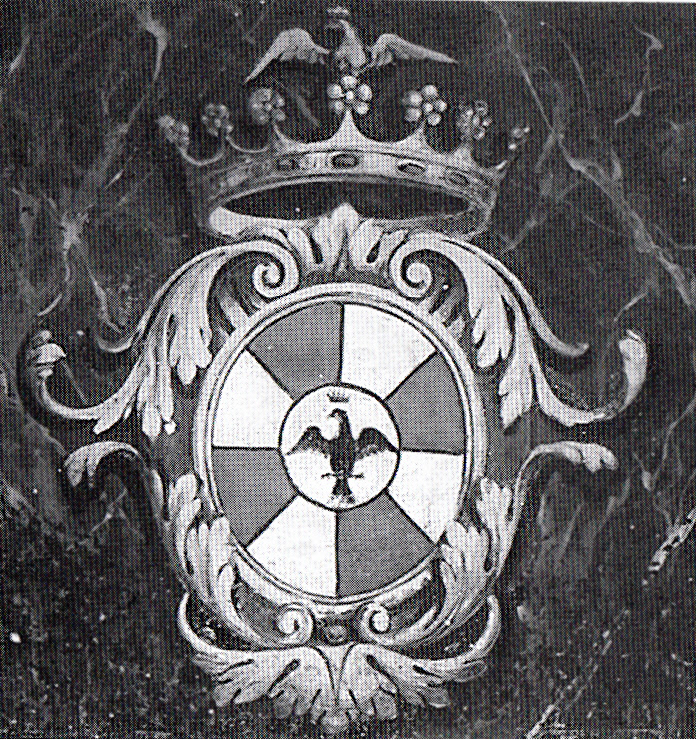
Lo stemma della diramazione abruzzese in una raffigurazione d'epoca
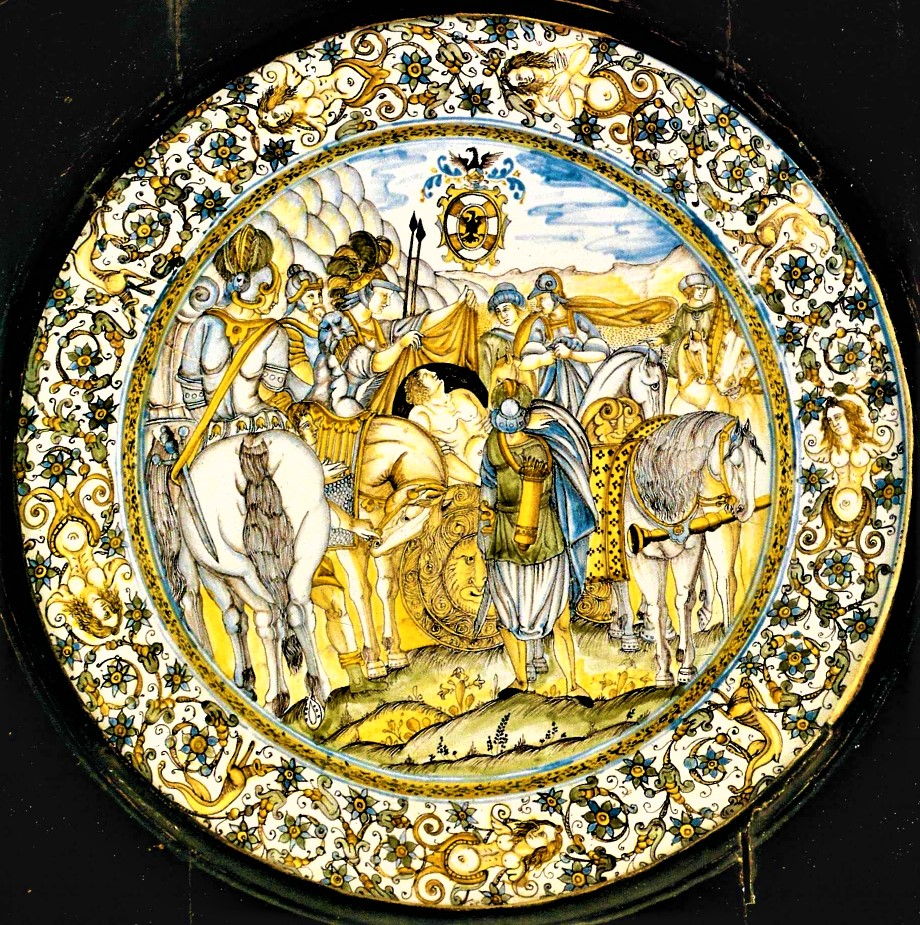
Piatto istoriato con lo stemma della famiglia Aliprandi di Penne

### Ramo di Treviso
Giovanni Aliprandi (marito di Valentina Visconti, figlia di Barnabò Visconti, signore di Milano) bandito da Milano per ragioni politiche nel 1413, diede origine in Treviso ad altra diramazione.

### Ramo di Torreglia
Una ramo della famiglia era presente in Torreglia (Padova) dalla seconda metà del Quattrocento fino al 1576 ed era proprietario del complesso noto come "Il Castelletto".

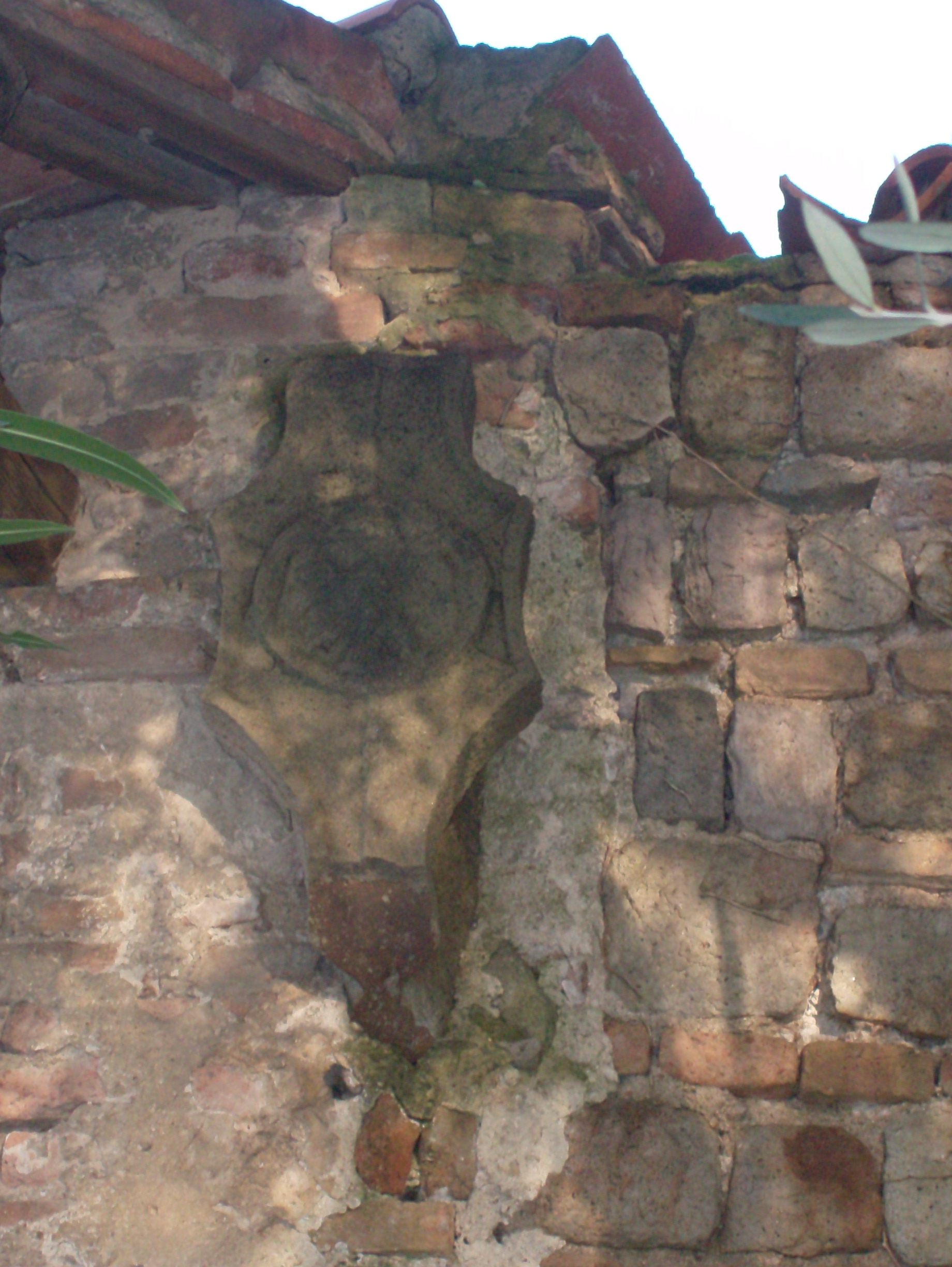
Stemma della famiglia Aliprandi all'ingresso del Castelletto di Torreglia (Padova)
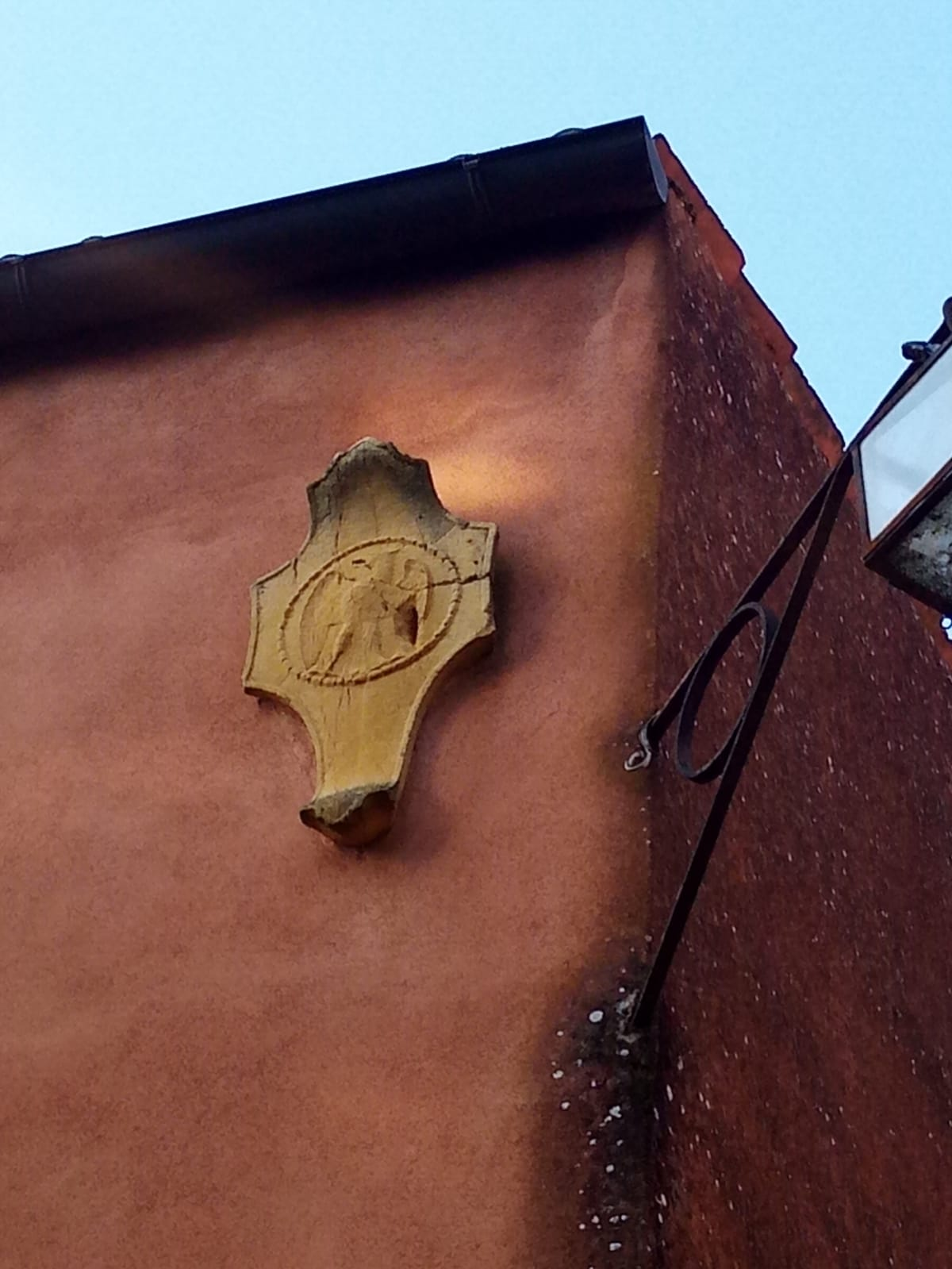
Stemma della famiglia Aliprandi nella facciata del Castelletto di Torreglia (Padova)
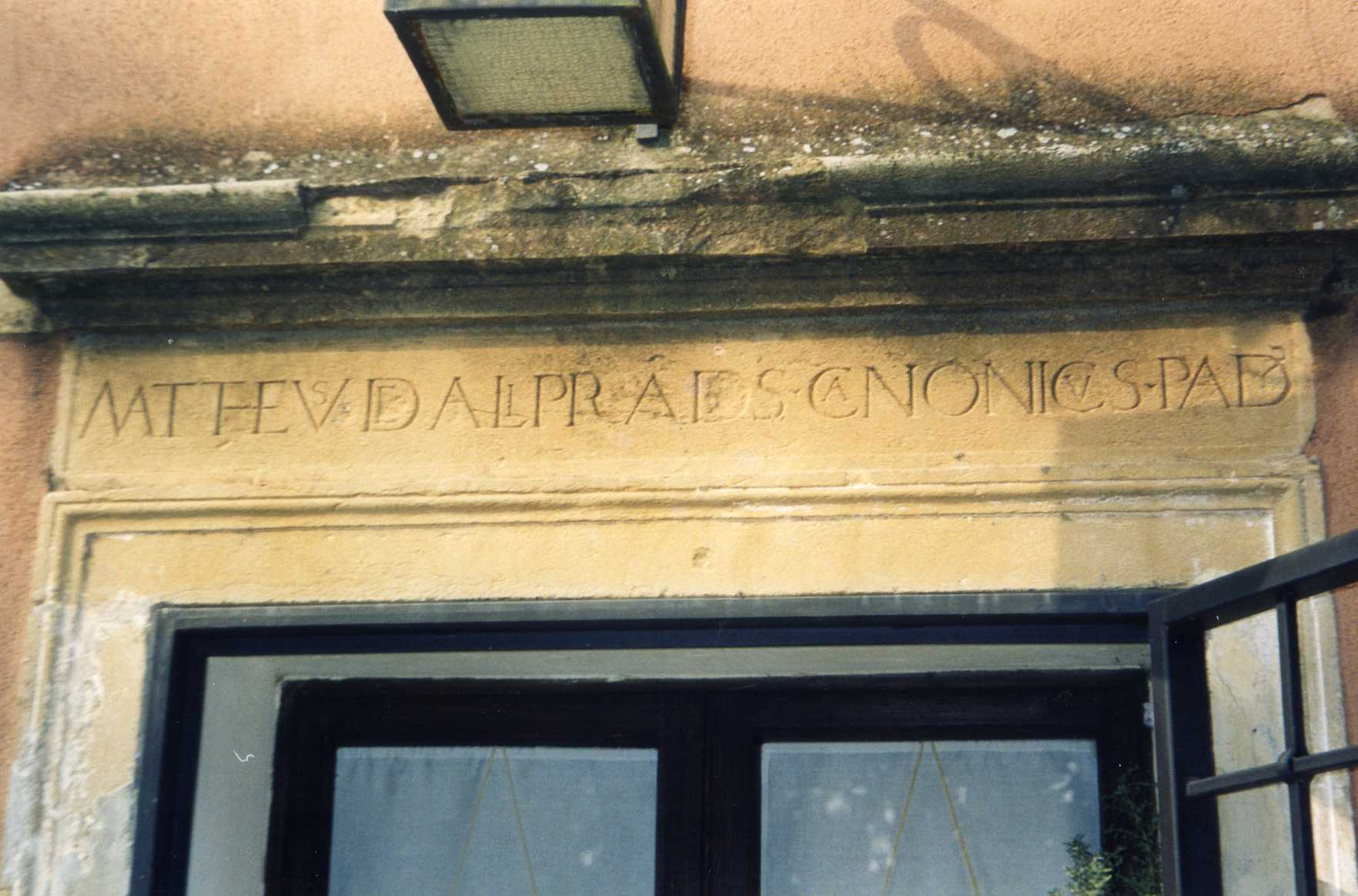
Iscrizione del canonico Aliprandi nella Villa "Il Castelletto" di Torreglia (Padova)
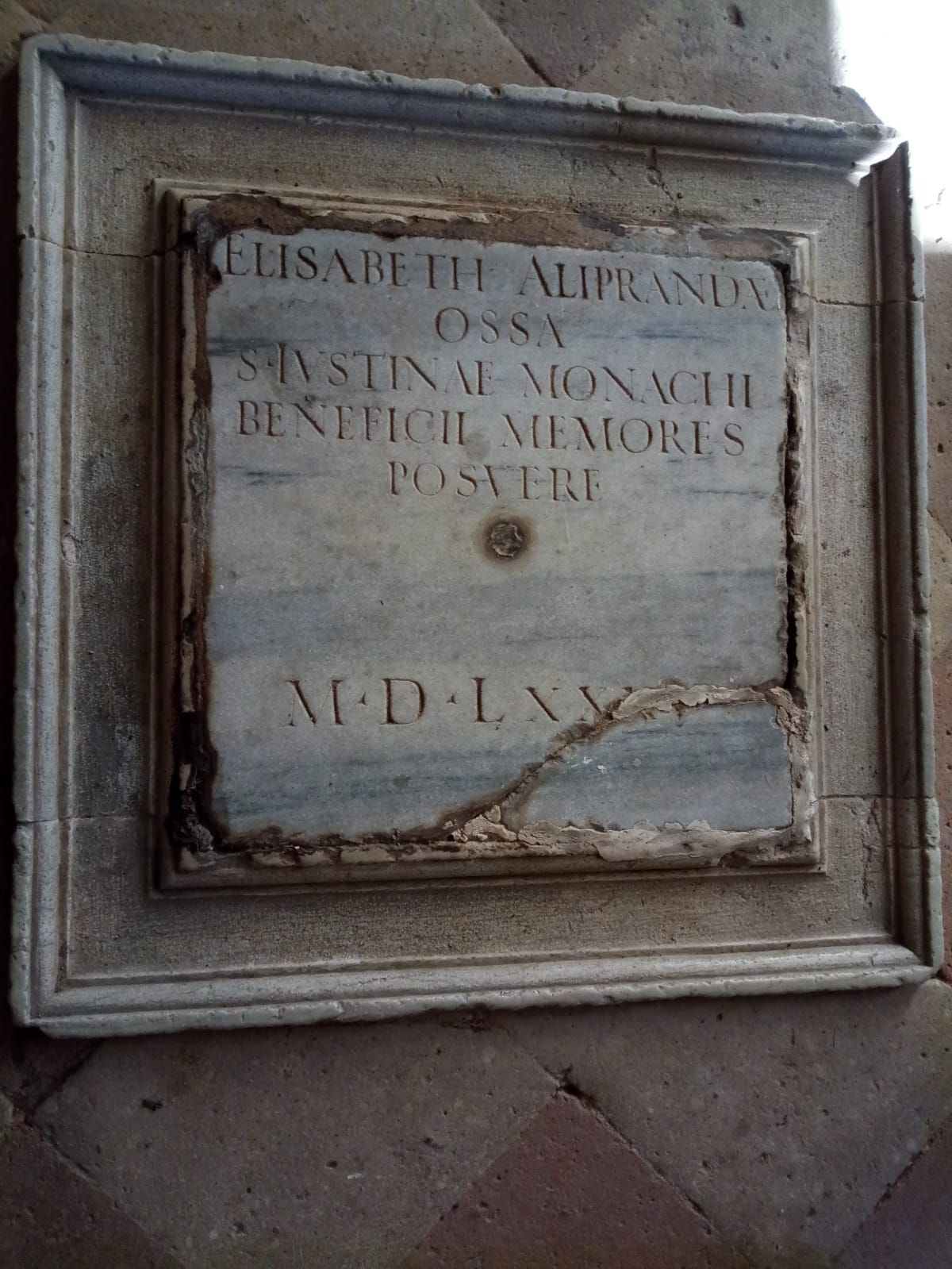
Tomba di Elisabetta Aliprandi nella chiesa del Castelletto di Torreglia (Padova)

### Ramo di Mantova
A Mantova un ramo della famiglia, derivato da Milano, si insediò nel XIII secolo occupando cariche pubbliche. L'esponente più importante fu lo scrittore Bonamente Aliprandi.
Apparteneva probabilmente a questo ramo il banchiere Giovanni Antonio Aliprandi, zecchiere dei Gonzaga, la cui figlia Elena sposò il marchese di Castiglione Rodolfo Gonzaga.
Arma: Grembiato di rosso e d'argento, collo scudetto in cuore d'oro caricato dell'aquila, al volo abbassato, di nero. (Alias: Di rosso, al semivolo spiegato d'argento).

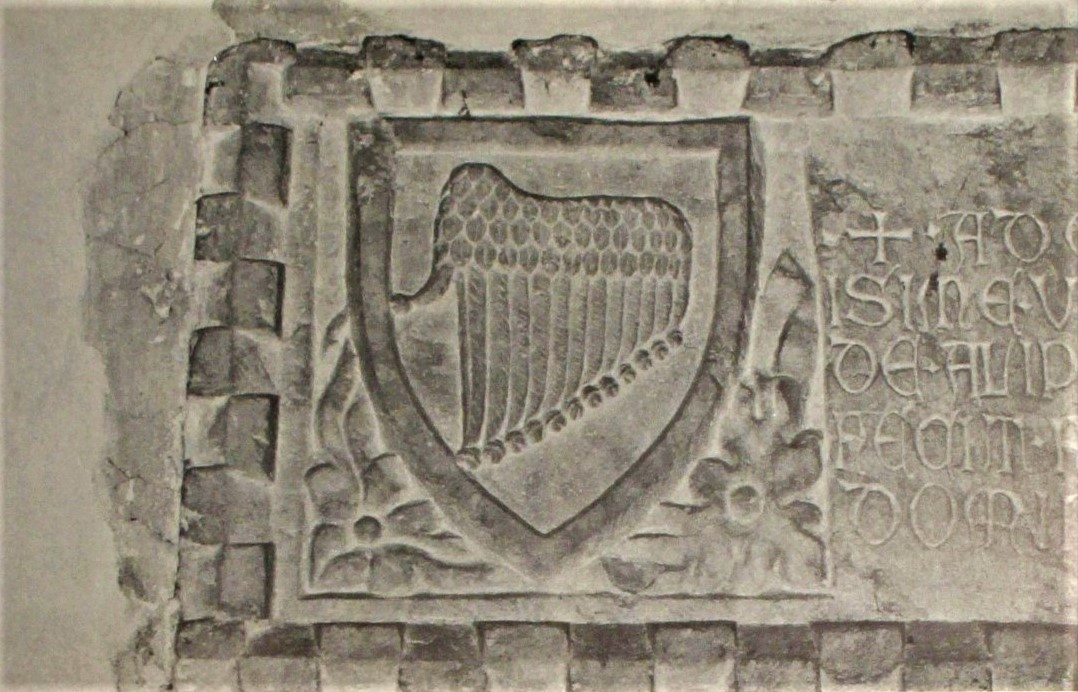
Stemma della famiglia Aliprandi nella Cappella Aliprandi del Santuario della Beata Vergine delle Grazie a Curtatone (Mantova)
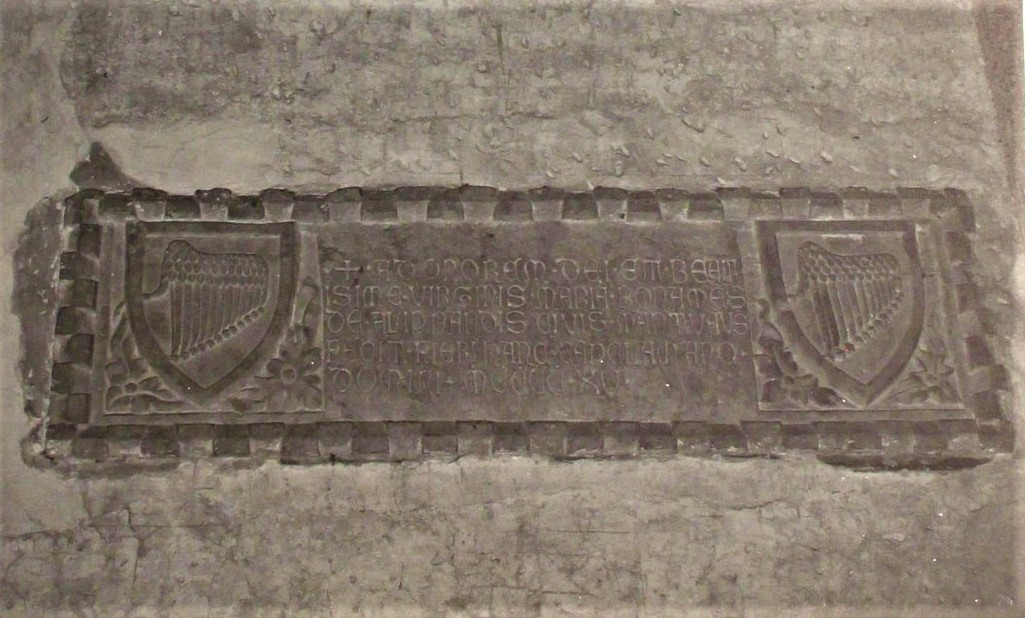
Lapide nella Cappella Aliprandi del Santuario della Beata Vergine delle Grazie a Curtatone (Mantova)
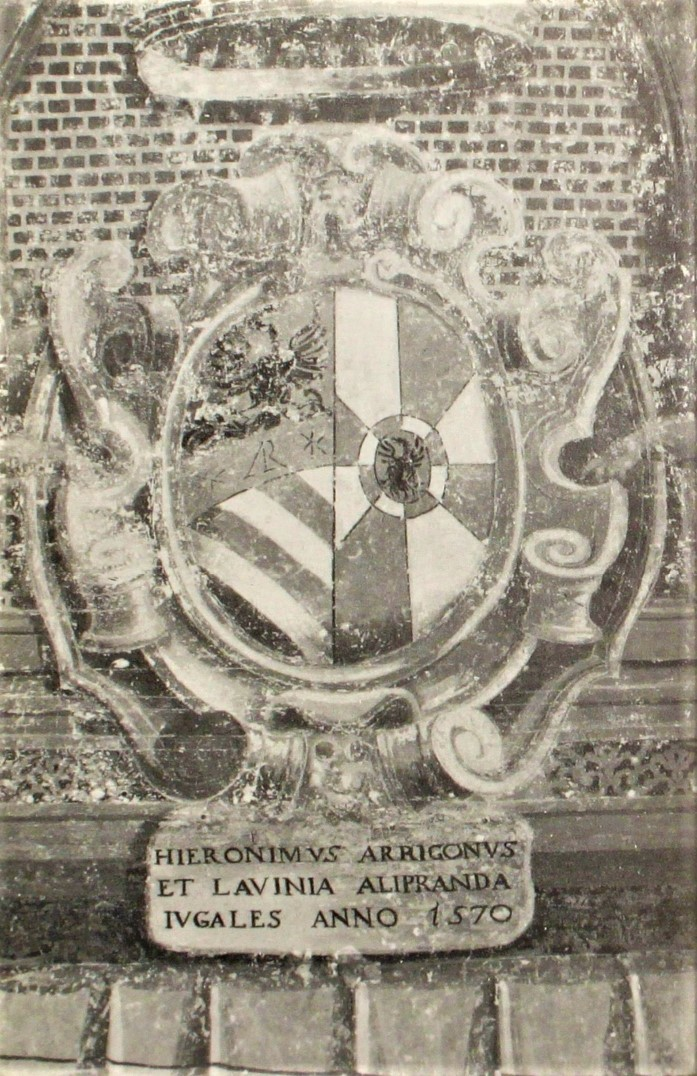
Stemma matrimoniale Arrigoni e Aliprandi nella dimora della famiglia Nizzola a Mantova, in via Arrivabene

## Araldica

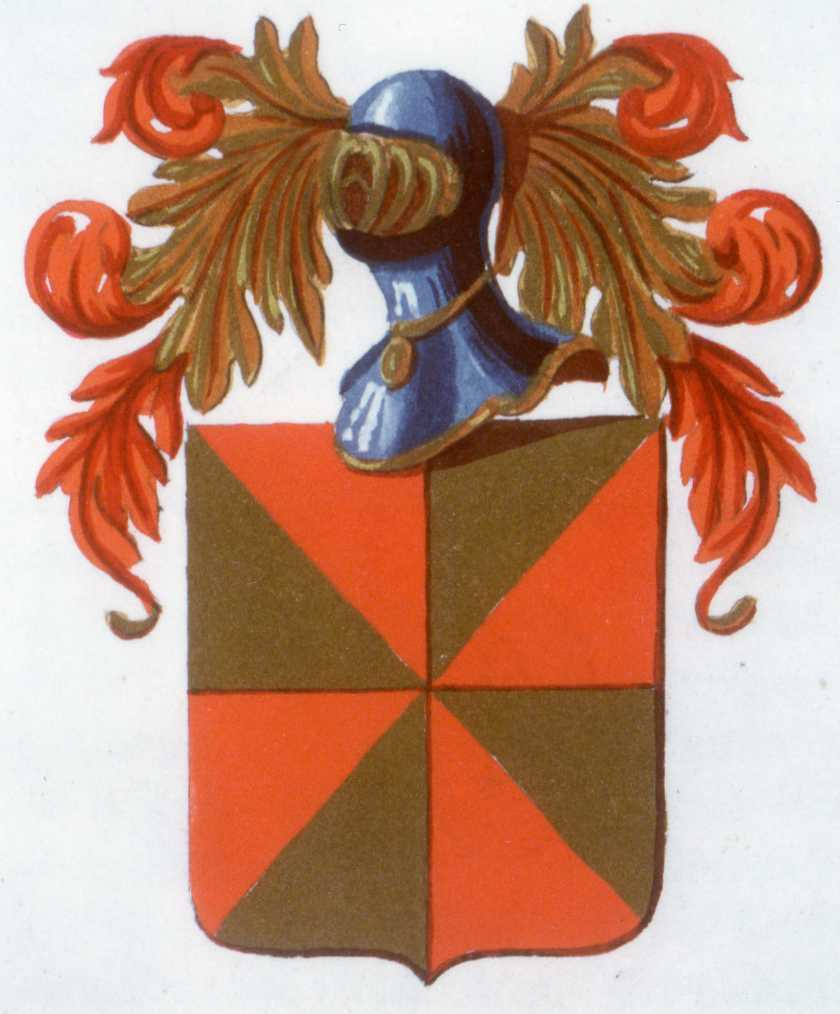
Stemma antico della famiglia Aliprandi
Stemma antico della famiglia Aliprandi con la torre
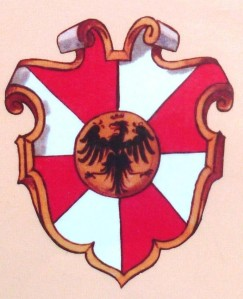
Stemma dell'antico Comune di Cassina Aliprandi, identico a quello della famiglia Aliprandi
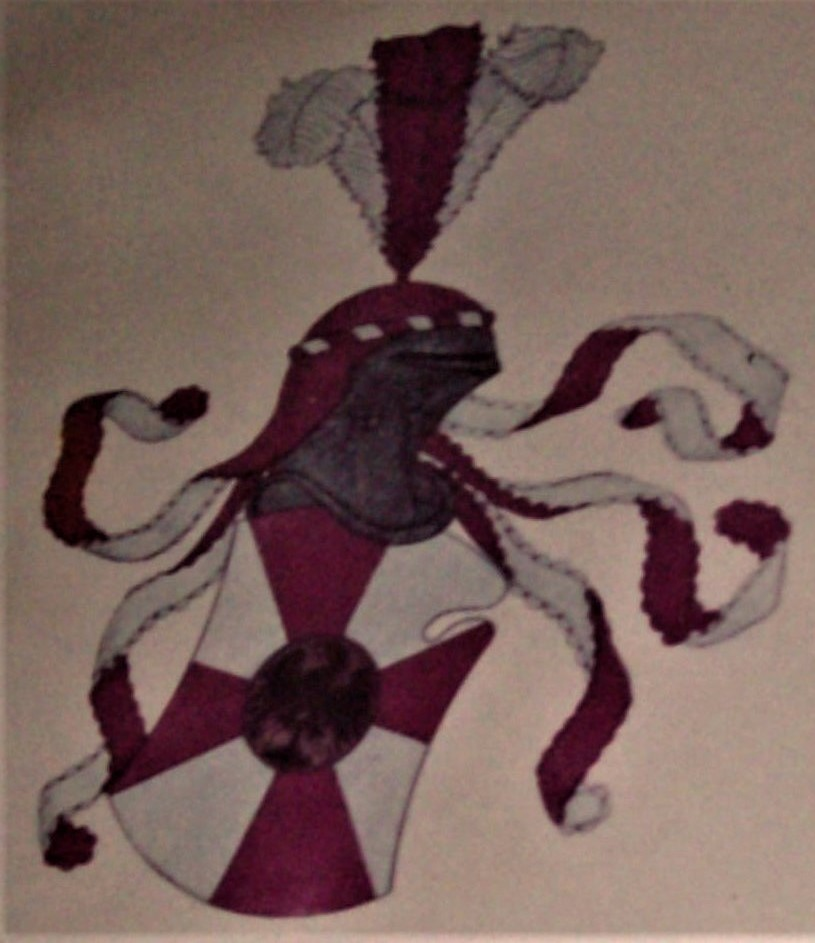
Stemma della famiglia Aliprandi, particolare della Genealogia del casato degli Aliprandi Fanzago
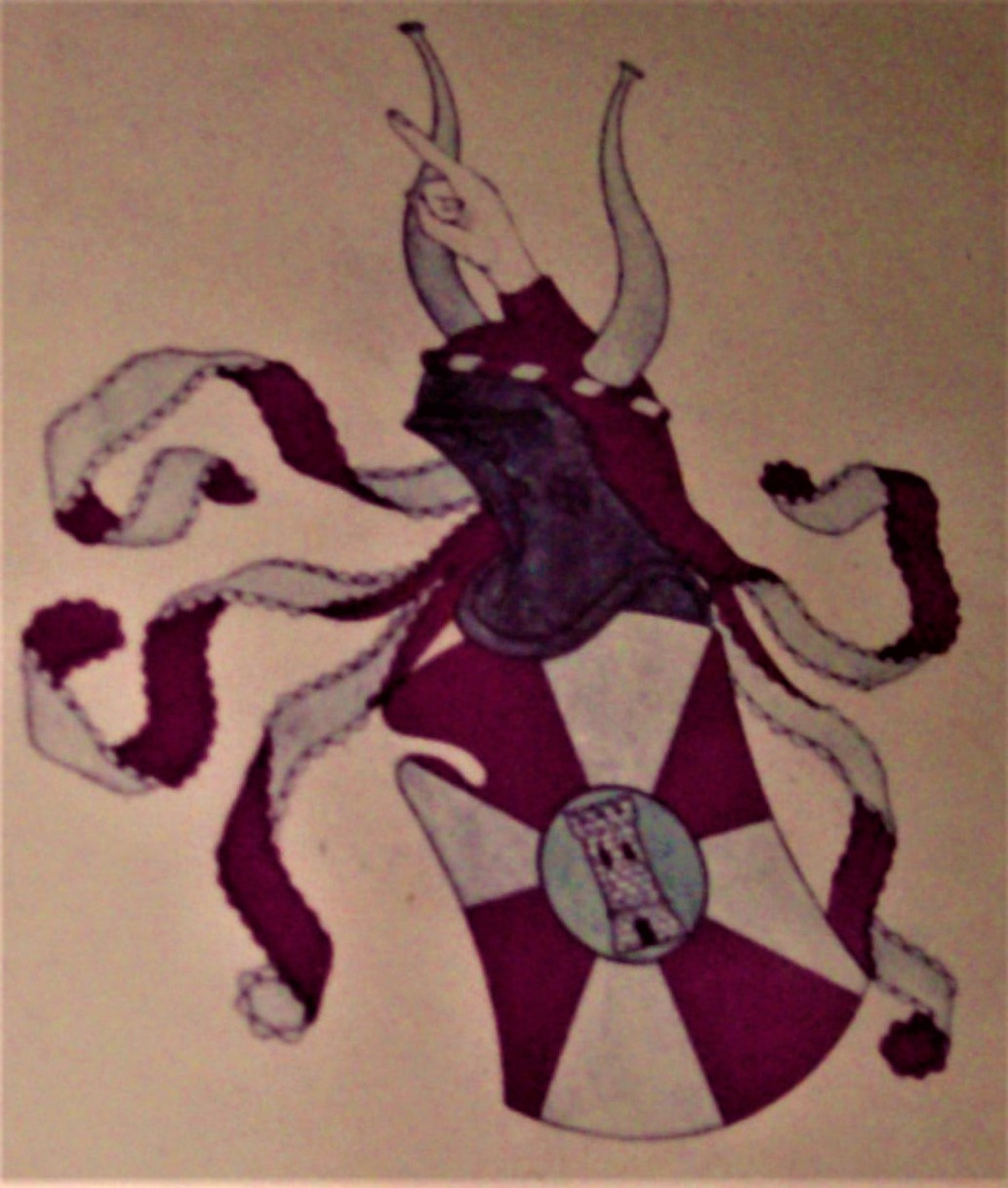
Stemma della famiglia Fanzago, particolare della Genealogia del casato degli Aliprandi Fanzago
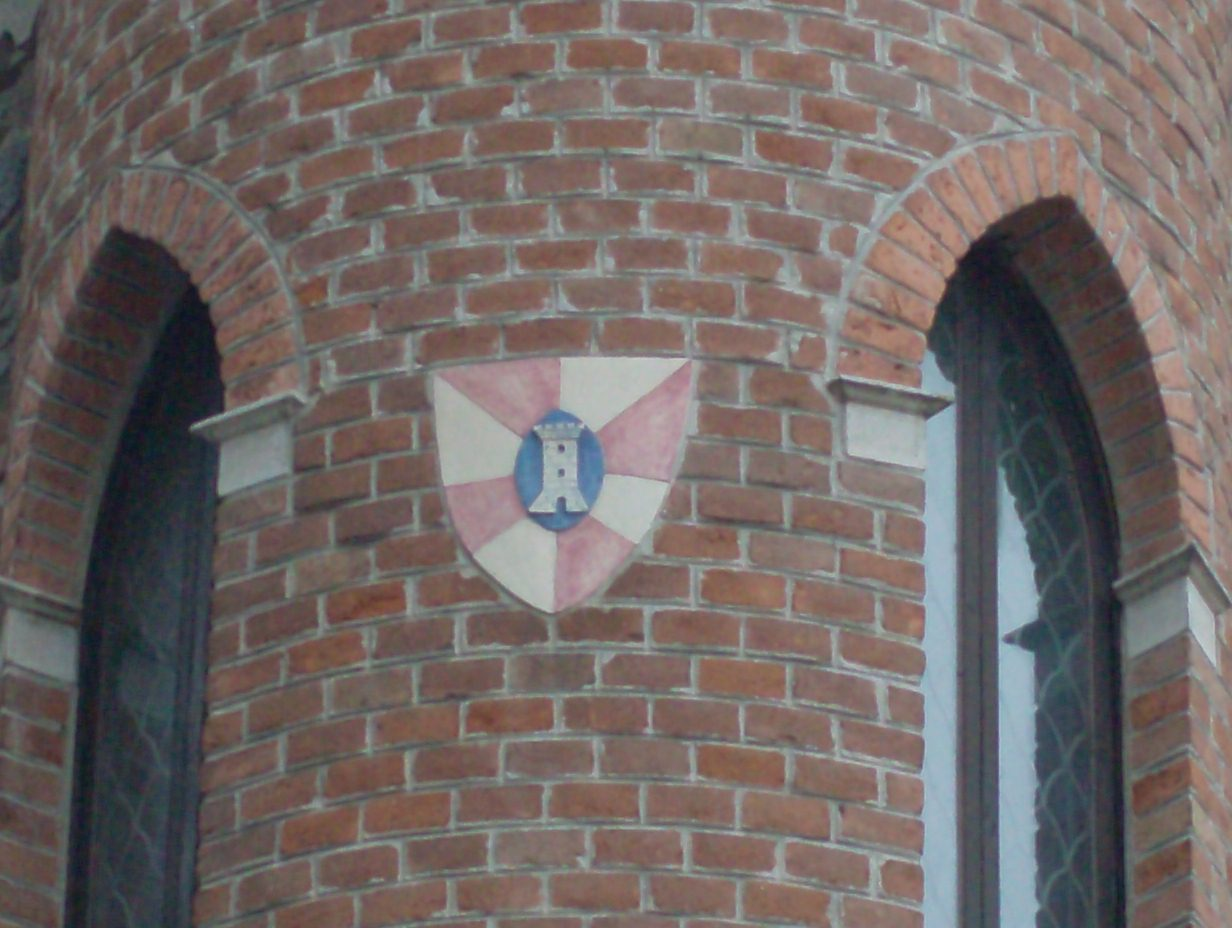
Stemma della famiglia Fanzago nella facciata della Villa Fanzago di Bassano del Grappa
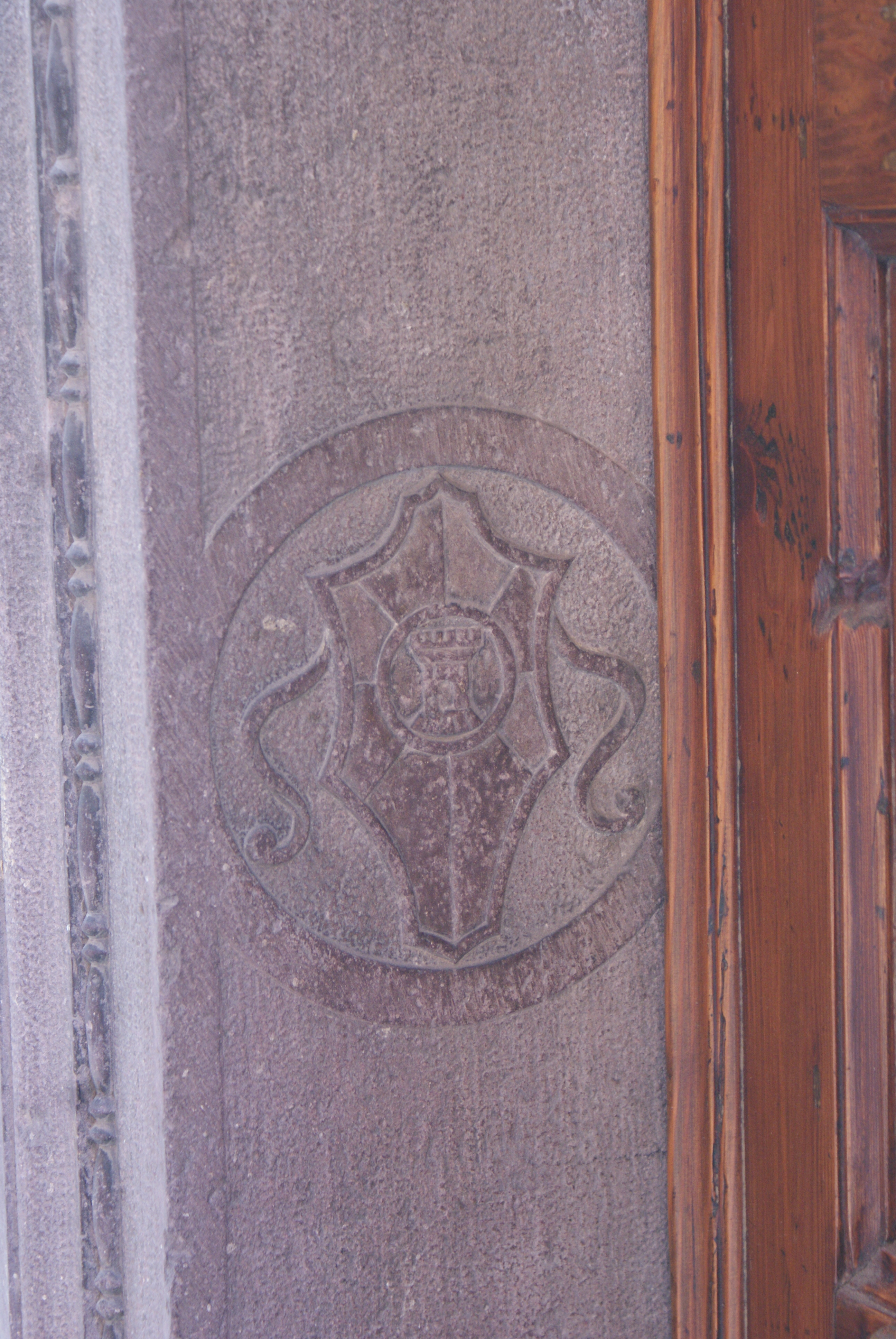
Stemma della famiglia Fanzago nel Palazzo Fanzago di Clusone
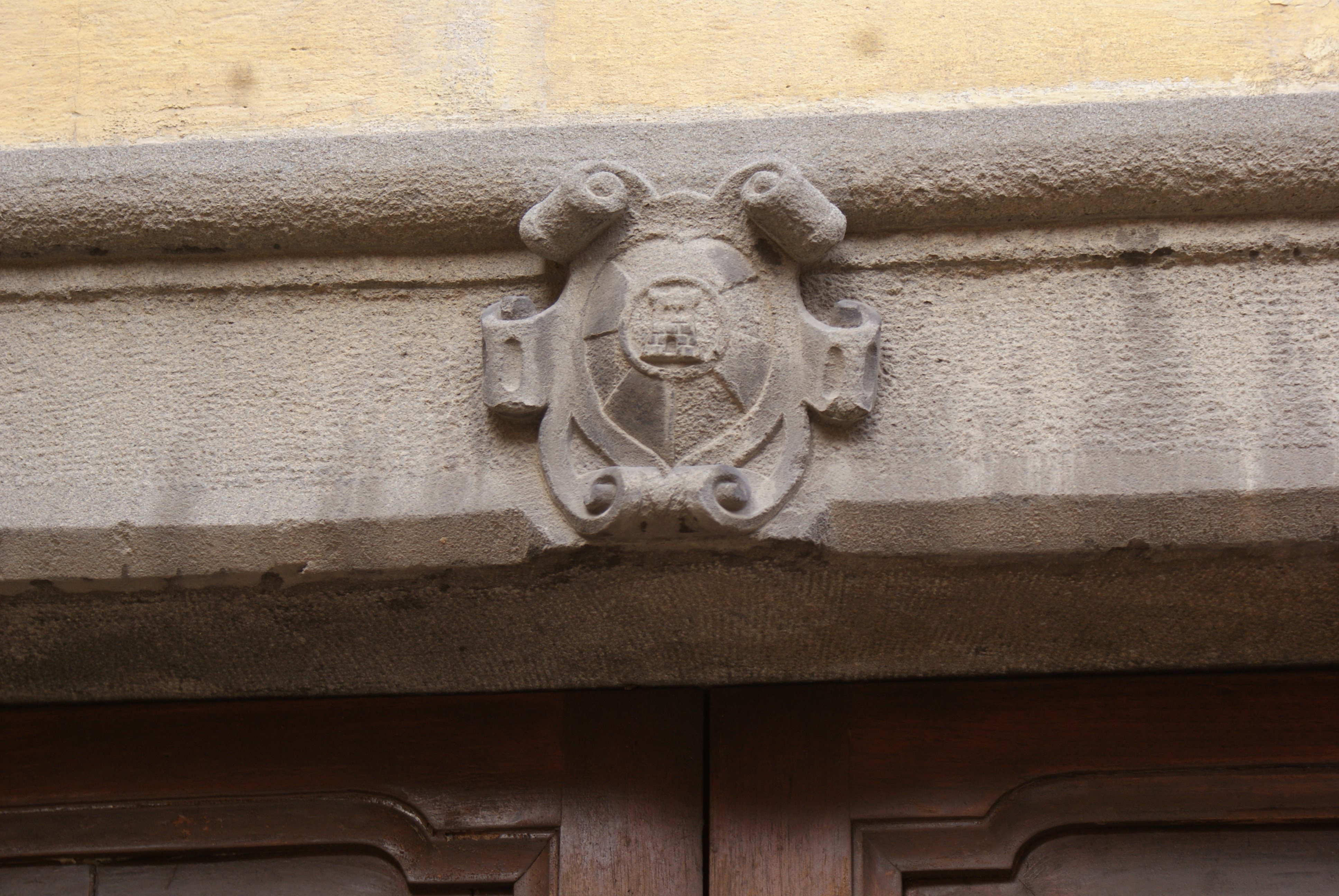
Stemma della famiglia Fanzago nel Palazzo Fanzago di Clusone
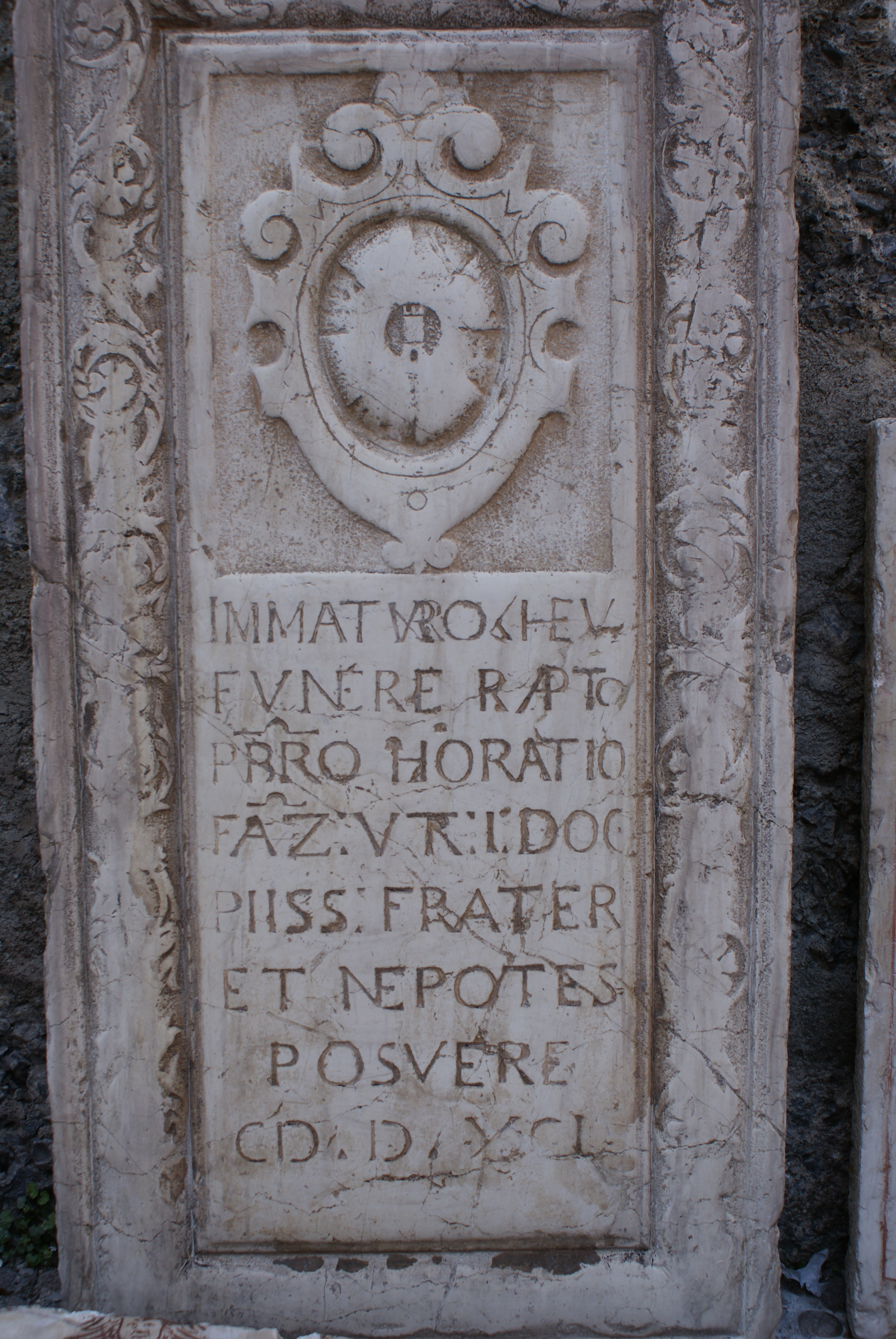
Lapide di Orazio Fanzago con stemma gentilizio a Clusone
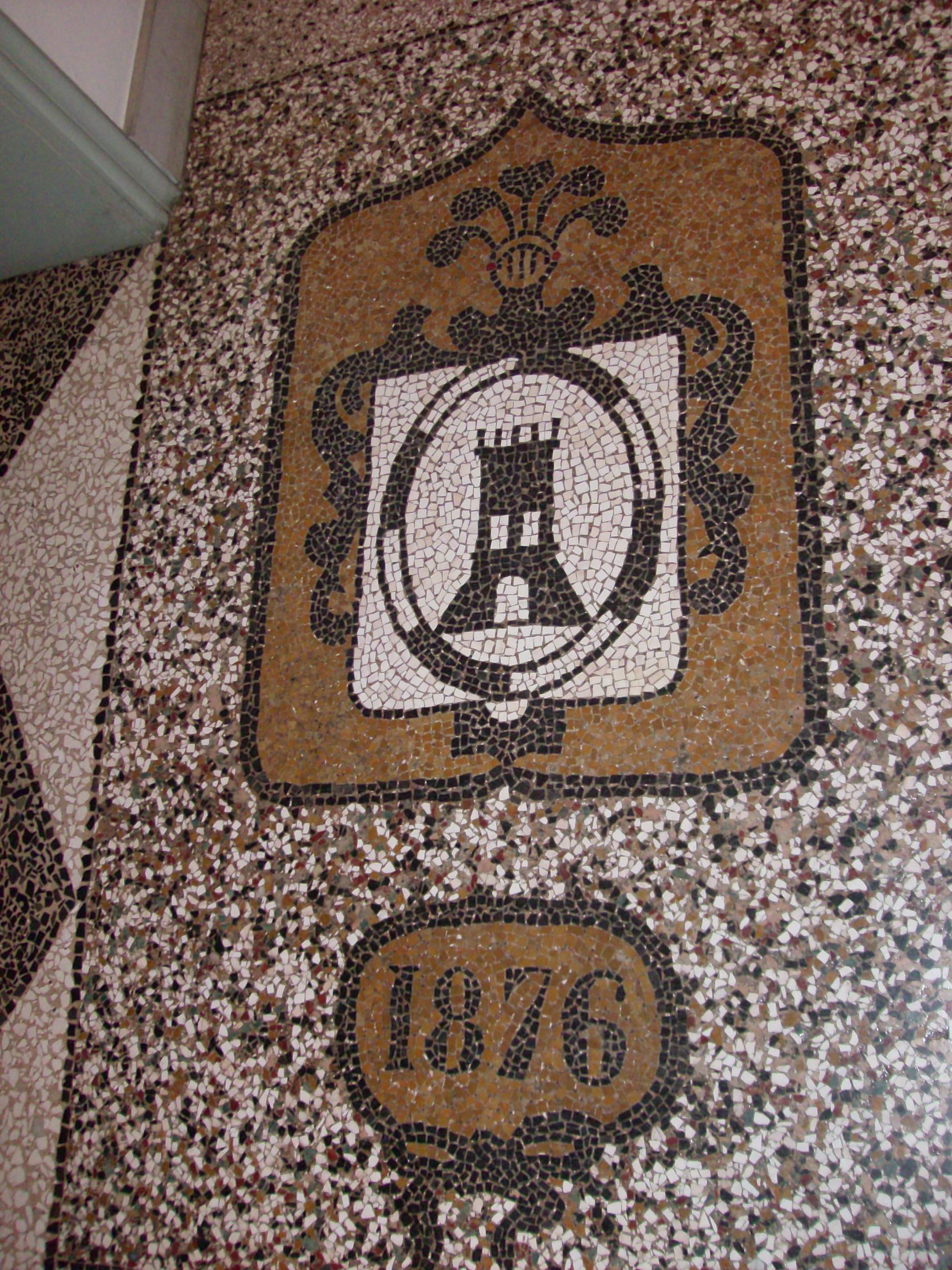
Emblema della famiglia Fanzago nel pavimento della Villa Nani-Trieste-Fanzago di Maser